# Liste der Wettpaten, Künstler, Stadtwetten und Lanz-Challenges der Fernsehshow „Wetten, dass..?“
Die Liste der Wettpaten, Künstler, Stadtwetten und Lanz-Challenges der Fernsehshow „Wetten, dass..?“ ist eine Aufstellung aller in der Fernsehshow Wetten, dass..? gezeigten Künstler, der Wettpaten sowie aller Repräsentanten der Stadtwetten und der Aktionspaten. Außerdem sind in dieser Liste alle Lanz-Challenges ersichtlich.

## Wettpaten und Künstler

### Wetten, dass..?
| Folge | Datum         | Ort                                     | Wettpaten | Künstler |
| ----- | ------------- | --------------------------------------- | --- | --- |
| 1     | 14. Feb. 1981 | Düsseldorf                              | - Petra Lich (Postkandidat) - Günter Moritz (Postkandidat) - Curd Jürgens - Barbara Valentin | - Hermann Prey So ist mein Leben - Engelbert The Last Waltz, Quando, It’s Not - Gran Picasso Jongleur |
| 2     | 4. Apr. 1981  | Mainz                                   | - Rudi Carrell - Wolfgang Thöne (Postkandidat) - Hermann Lohmann (Postkandidat) - Denise Biellmann - Jockel Fuchs | - Pepe Lienhard Band El Gato - Vicky Leandros Theo, wir fahr’n nach Lodz, Je t'aime mon amour |
| 3     | 16. Mai 1981  | Wien                                    | - Fritz Eckhardt - Dieter Mansperger (Postkandidat) - Eike Christian Hirsch - Karlheinz Böhm - Günther Beisse (Stadtwette) | - Gilbert Bécaud C'est en Septembre - Ireen Sheer & Gilbert Bécaud Liebe auf Eis - Silvan Illusionist |
| 4     | 27. Juni 1981 | Siegen                                  | - Elizabeth Teissier - Helge Methmann (Postkandidat) - Mario Adorf - Jürgen von der Lippe - Lothar Balzer (Stadtwette) | - The Joffrey II Dancers Ballett - Donovan Mellow Yellow, The Heights |
| 5     | 19. Sep. 1981 | Böblingen                               | - Udo Sopp - Daliah Lavi - Lilli Palmer - Niki Lauda | - Daliah Lavi Wer hat mein Lied so zerstört, Ma?, Flüster, Oh, wann kommst Du - Pepe Lienhard Band Ai No Corrida - Anthony Quinn Life Itself Will Let You Know, I Love You |
| 6     | 31. Okt. 1981 | Kaiserslautern                          | - Friedrich Nowottny - Cornelia Froboess - Peter Kraus - Gunter Sachs | - Roland Kaiser Dich zu lieben - Slask Polnische Folklore |
| 7     | 12. Dez. 1981 | Hagen                                   | - Heinz Schenk - Christiane Krüger - Mike Krüger - Urs Kliby und Caroline | - René Kollo Freunde, das Leben ist lebenswert - Udo Jürgens Once in a While, Der gekaufte Drachen - Barry Manilow Copacabana, Let’s Hang On |
| 8     | 6. Feb. 1982  | Augsburg                                | - Hans-Jürgen Bäumler - Volker Hauff - Thomas Gottschalk - Senta Berger | - Rolf und seine Freunde … und ganz doll mich (ich mag) - Copa Rio Samba-Show - Mireille Mathieu Der Clochard, People |
| 9     | 3. Apr. 1982  | Mainz                                   | - Roberto Blanco - Nadja Tiller - Walter Giller - Norbert Schramm | - Roberto Blanco Rock’n Roll ist gut für die Figur - Peach Weber Comedian - Nana Mouskouri Domenico |
| 10    | 15. Mai 1982  | Siegen                                  | - Luigi Colani - Barbara Dickmann - Rainer Holbe - Franz Beckenbauer | - Heather Parisi Cicale - Peter Maffay Eiszeit - Gilbert Bécaud C’est En Septembre - Otto Waalkes Comedian |
| 11    | 4. Sep. 1982  | Ludwigshafen am Rhein                   | - Beatrice Richter - Harry Valérien - Stephan Remmler - Emil Steinberger | - Adriano Celentano Giornata Nein - Nicole Papillon - Karat Jede Stunde |
| 12    | 16. Okt. 1982 | Offenburg                               | - Ulrike Meyfarth - Richard Stücklen - Reinhold Messner - Nastassja Kinski | - John Denver Some Days Are Diamonds (Some Days Are Stone) - Julio Iglesias Nathalie, Amor - Mazowsze Zwei Tanzdarbietungen |
| 13    | 11. Dez. 1982 | Hagen                                   | - Edda Moser - Günter Netzer - Heidi Kabel - Johannes Mario Simmel | - Rolf und seine Freunde Lieber guter Weihnachtsmann - Jerry Lewis Be My Love - Howard Carpendale Bilder meines Lebens |
| 14    | 19. Feb. 1983 | Basel                                   | - Liselotte Pulver - Alfred Biolek - Waltraut Haas - Jürgen Hingsen | - First Harmonic Brass Band Musik-Comedy - Syrinx & Simona Leçon de Flûte, Oh Susanna - Gitte Ich will alles |
| 15    | 16. Apr. 1983 | Augsburg                                | - Harald Juhnke - Dagmar Koller - Franz Alt - Alain Delon | - Johnny Cash Ring of Fire, Ghost Riders in the Sky - Reinhard Mey Ich habe nie mehr Langeweile - Geier Sturzflug Bruttosozialprodukt |
| 16    | 28. Mai 1983  | Saarbrücken                             | - Dieter Thomas Heck - Erich von Däniken - Ingrid Steeger - Norbert Blüm | - Corinne Hermès Si la vie est cadeau, Liebe gibt und nimmt - Roland Kaiser Ich will dich - Wall Street Crash Ain’t She Sweet |
| 17    | 3. Sep. 1983  | Berlin                                  | - Bud Spencer und Terence Hill - Peter Weck - Maria Schell - Günter Pfitzmann | - Agnetha Fältskog The Heat Is On, Wrap Your Arms Around Me - Cliff Richard We Don’t Talk Anymore, Never Say Die |
| 18    | 15. Okt. 1983 | Mainz                                   | - Joachim Fuchsberger - Elke Sommer - Volker Lechtenbrink - Max Merkel - Special Guest: Kermit, der Frosch (Außenmoderation), Jim Henson | - Isabel Varell Baby Rock’n Roll - Spider Murphy Gang Mir san a bayrische Band - Udo Jürgens Die Sonne und du |
| 19    | 10. Dez. 1983 | Wiesbaden                               | - Peter Boenisch - Sascha Hehn - Thekla Carola Wied - Karl-Heinz Rummenigge | - Frank Stallone Far from Over - Milva Hurra, wir leben noch - René Kollo O du fröhliche - Karel Gott Weiße Weihnacht - Anneliese Rothenberger Stille Nacht, heilige Nacht |
| 20    | 18. Feb. 1984 | Ludwigshafen am Rhein                   | - Burkhard Driest - Hanni Wenzel - Tina Riegel - Walter Scheel | - Dschinghis Khan Ole ole, Corrida - Dieter Hallervorden Der Doppelgänger - Peter Maffay Carambolage |
| 21    | 14. Apr. 1984 | Saarbrücken                             | - Willy Millowitsch - Peter Angerer - Carolin Reiber - Michel Piccoli | - Caterina Valente Männer brauchen Liebe - Chor der deutschen Spitzensportler Unter der Sonne von Kalifornien |
| 22    | 19. Mai 1984  | Kiel                                    | - Götz George - Johanna von Koczian - André Heller - Pamela Sue Martin | - Herreys Diggi-loo Diggi-ley - Stephan & Nina Feuerwerk |
| 23    | 1. Sep. 1984  | Ravensburg                              | - Georg Leber - Heidelinde Weis - Peter Hofmann - Lennart Bernadotte | - Angelika Milster Er allein - Alphaville Sounds Like a Melody - Herbert Grönemeyer Männer, Flugzeuge im Bauch |
| 24    | 27. Okt. 1984 | Mainz                                   | - Niki Lauda - Günter Strack - Pierre Richard - Evelyn Hamann | - Romano Derleh Kleine Julia - Chris de Burgh I Love the Night - John James & Heidi Brühl This Time |
| 25    | 15. Dez. 1984 | Bremen                                  | - Fred Sinowatz - Sabine Sauer - Dieter Kürten - Uschi Glas | - Rondò Veneziano Tiziano - Falco und Désirée Kann es Liebe sein - Leonard Cohen Hallelujah |
| 26    | 9. Feb. 1985  | Dortmund                                | - Dieter Hallervorden - Gudrun Landgrebe - Klaus Schlappner - Jürgen von der Lippe | - Rainhard Fendrich Haben Sie Wien schon bei Nacht gesehen - Die Mini-Stars Dance All Over the World - Dionne Warwick Without Your Love |
| 27    | 30. März 1985 | Innsbruck                               | - Helmut Zilk - Brooke Shields - Franz Beckenbauer - Jean-Paul Belmondo | - Wencke Myhre Keep Smiling - Tina Turner I Can’t Stand the Rain - Shirley Bassey If You Don’t Understand - Culture Club Love Is Love |
| 28    | 18. Mai 1985  | Saarbrücken                             | - Freddy Quinn - Hannelore Elsner - Pierre Littbarski - Friedrich Nowottny | - Matt Bianco Half a Minute - Howard Carpendale Shine On - Modern Talking You Can Win If You Want |
| 29    | 21. Sep. 1985 | Basel                                   | - Margot Werner - Willy Bogner junior - Georg Thomalla - Boris Becker | - Laura Branigan Spanish Eddie - Trio Drei gegen Drei - Peter Maffay Diese Sucht, die Leben heißt |
| 30    | 26. Okt. 1985 | Böblingen                               | - Klausjürgen Wussow - Caterina Valente - Christine Kaufmann - Lothar Späth | - José Carreras - Richard Clayderman Elvira Madigan - Robin Gibb Like a Fool - Udo Jürgens Urlaub im Süden |
| 31    | 14. Dez. 1985 | Hannover                                | - Marianne und Michael - Géza von Cziffra - Shari Belafonte-Harper - Franz Josef Strauß | - Vicky Leandros Wunderbar - Roger Whittaker Weihnachtslieder-Medley - Jennifer Rush Destiny |
| 32    | 15. Feb. 1986 | Offenburg                               | - Johannes Rau - Gina Lollobrigida - Markus Wasmeier - Gloria von Thurn und Taxis | - Mireille Mathieu Schau mich bitte nicht so an - BAP Ahl Männer, aalglatt - Peter Hofmann Liebe pur - Hollywood Love Affair Don’t Talk About Midnight |
| 33    | 12. Apr. 1986 | Saarbrücken                             | - Horst Tappert - Rita Süssmuth - Anja Kruse - Otto Rehhagel | - Sheila E. A Love Bizarre - Michael Winslow Comedian - Peter Alexander & Deutsche Fußballnationalmannschaft Mexico Mi Amor |
| 34    | 10. Mai 1986  | Dortmund                                | - Heinz Sielmann - Brigitte Mira - Czeslaw Sajdak - Manfred Krug | - Chris de Burgh Fire on the Water - Herbert Grönemeyer Kinder an die Macht - Sandra Kim J’Aime la Vie - Rod Stewart Love Touch - John Denver Don’t Close Your Eyes Tonight |
| 35    | 27. Sep. 1986 | Basel                                   | - Helmut Fischer - Helga Feddersen - Falco - Steffi Graf | - Tina Turner Typical Male - Udo Jürgens und René Kollo Musik war meine erste Liebe - Roland Kaiser Sie lebt in Dir - Milva Du gibst mir mehr |
| 36    | 8. Nov. 1986  | Linz                                    | - Gerhard Berger - Josef Meinrad - Michele Placido - Senta Berger | - Rainhard Fendrich Alles was Du willst - Engelbert Torero - Patti LaBelle Something Special - Gianna Nannini Bello e impossibile |
| 37    | 13. Dez. 1986 | Hagen                                   | - Howard Carpendale - Veronica Carstens - Klaus von Klitzing - Gunilla Gräfin von Bismarck | - Nana Mouskouri Gib einem Kind die Hand - Joe Cocker Now That You’ve Gone |
| 38    | 21. Feb. 1987 | Bremerhaven                             | - Karl Dall - Jutta Ditfurth - Jan Niklas - Jane Fonda | - Alice Nomadi - Münchener Freiheit Herz aus Glas - Vienna Symphonic Orchestra Project Rock Me Amadeus |
| 39    | 4. Apr. 1987  | Berlin                                  | - Eberhard Diepgen - Iris Berben - Dieter Kronzucker - Paloma Picasso | - Stephan Remmler - Audrey & Judy Landers Teach Me How to Rock - Carol Rich Moitie Moitie - Gary Lux Nur noch Gefühl - Santana Veracruz - Wind Laß die Sonne in dein Herz |
| 40    | 26. Sep. 1987 | Hof                                     | - Robert Lembke - Pierre Littbarski - Gunter Sachs - Thomas Fritsch mit Roberto Blanco und Roland Kaiser | - Shari Belafonte Who Do You Think Am I - Howard Carpendale Laura Jane - Dance Company Song and Dance - Bee Gees You Win Again |
| 41    | 31. Okt. 1987 | Kiel                                    | - Ulrike Wolf mit Ulrike von Möllendorff und Sabine Christiansen - Ephraim Kishon - Brigitte Nielsen und Christopher Lee - Peter O’Toole | - Cher I Found Someone - Brigitte Nielsen Everybody Tells a Story - Peter Maffay Bedtime Story - Mike Oldfield & Bonnie Tyler Islands |
| 42    | 28. Nov. 1987 | Saarbrücken                             | - Richard Burt - Ruth Maria Kubitschek - Franz Xaver Kroetz - Marie-Theres Relin | - Chris de Burgh The Simple Truth - Rolf und seine Freunde In der Weihnachtsbäckerei - Volker Lechtenbrink Ich kann gewinnen |
| 43    | 20. Dez. 1987 | Ludwigshafen am Rhein                   | - Elke Sommer - Justus Frantz - Carolin Reiber - Dolph Lundgren | - Gitte Hænning Sonne und Mond - Güher und Süher Pekinel Westside Story - Paul McCartney Once Upon a Long Ago |
| 44    | 23. Jan. 1988 | Basel                                   | - Désirée Becker-Nosbusch - Harald Juhnke - Christopher Lambert - Götz George | - Nina Corti Flamenco - José Feliciano The Sound of Vienna - Ornella Muti Then There Was You |
| 45    | 27. Feb. 1988 | Bremerhaven                             | - Klaus Maria Brandauer - Dieter Hallervorden - André Heller - Mütter von Marina Kiehl, Heidi Zurbriggen und Anita Wachter | - Stefan Waggershausen Im Auge des Taifuns - Erste Allgemeine Verunsicherung An der Copacabana - Paul Anka Having My Baby - Manhattan Transfer Soul Food to Go |
| 46    | 3. Apr. 1988  | Berlin                                  | - Loriot - Klaus Bresser - Nina Hagen - Franz Beckenbauer | - Engelbert Under the Man in the Moon - Nina Hagen Ich bin ein Berliner - Udo Jürgens Eis zu Feuer - Milva Wenn der Wind sich dreht |
| 47    | 14. Mai 1988  | Münster                                 | - Alice Schwarzer - Rudi Carrell - Friedensreich Hundertwasser - Giorgio Moroder | - Céline Dion Ne partez pas sans moi - Elton John I Don’t Wanna Go on with You Like That - Jürgen Marcus Liberation Day |
| 48    | 3. Sep. 1988  | Stuttgart                               | - Sepp Maier und Eike Immel - Maria Kalinina - Jürgen Prochnow - Terri Garber | - Herbert Grönemeyer Halt mich - BAP Fortsetzung folgt - Nana Mouskouri Gloria Eterna - Olivia Newton-John The Rumour |
| 49    | 8. Okt. 1988  | Linz                                    | - Reinhold Messner - Dagmar Koller - Arnold Schwarzenegger - Der deutsche Gold-Achter im Rudern | - Münchener Freiheit Diana - Billy Ocean Stand and Deliver - Stephan Remmler Keine Angst hat der Papa mir gesagt - Jennifer Rush You’re My One and Only |
| 50    | 5. Nov. 1988  | Duisburg                                | - Alfred Biolek - Sunnyi Melles - Henri Nannen - Michael York | - Phil Collins Two Hearts - Falco Satellite to Satellite - Roland Kaiser Nachgefühl |
| 51    | 3. Dez. 1988  | Hagen                                   | - Rita Süssmuth - Gert Haucke - Hildegard Knef - José Carreras | - a-ha You Are the One - José Carreras Misa Criolla, Ave Maria - Juliane Werding Tarot |
| 52    | 28. Jan. 1989 | Offenburg                               | - Harry Valérien - Claudia Leistner - Mike Krüger - Klaus Löwitsch | - Chris de Burgh Sailing Away - Al Jarreau I Must Have Been a Fool - Parrish & Toppano Song in My Heart |
| 53    | 4. März 1989  | Hof                                     | - Karlheinz Böhm - Gloria von Thurn und Taxis - Anna Wimschneider und Albert Wimschneider - Peter Fonda | - Four Tops Loco in Acapulco - David Hasselhoff Looking for Freedom - Tom Jones Kiss |
| 54    | 8. Apr. 1989  | Saarbrücken                             | - Iris Berben - Peter Kraus - Wolf Biermann - Alain Delon | - Robin Beck First Time, Save Up All Your Tears - Peter Kraus Rock’n Roll Party - Munich Symphonic Sound Orchestra It’s a Sin, We Are the Champions |
| 55    | 13. Mai 1989  | Innsbruck                               | - Nelson Piquet - Peter Weck - Gerti Senger - Julio Iglesias | - Deborah Sasson Carmen, Passion and Pain - Julio Iglesias Latino Medley - Hand in Hand Hand in Hand |
| 56    | 10. Juni 1989 | Dortmund                                | - Peter Scholl-Latour - Mary - Ilse Werner - Gennadi Gerassimow | - Don Johnson Tell It Like It Is - Eartha Kitt Cha Cha Heels - Jürgen von der Lippe Comedian - Scott Dorsey & Luise Dorsey Love Is Gonna Last Forever |
| 57    | 30. Sep. 1989 | Oldenburg (Oldenburg)                   | - Ion Țiriac - Udo Jürgens - Slawa Saizew - Jane Fonda | - Klaus Lage Zurück zu Dir - Kaoma Lambada - Udo Jürgens Wie im Himmel so auf Erden |
| 58    | 4. Nov. 1989  | Basel                                   | - Andreas Lukoschik - Senta Berger - Vico Torriani - Liza Minnelli | - Georgisches Staatsballett Tanzshow - Shari Belafonte Give a Little Love - Liza Minnelli Losing My Mind - Peter Maffay Tiefer |
| 59    | 9. Dez. 1989  | Hannover                                | - Marianne Sägebrecht - Cliff Richard - Hannelore Kohl - Peter Alexander | - Cliff Richard Lean on You - Peter Alexander Was sind schon 60 Jahre - Bolschoi-Orchester Der sterbende Schwan - Cyndi Lauper Heading West |
| 60    | 6. Jan. 1990  | Wiesbaden                               | - Christine Kaufmann - Witta Pohl - Bischof Karl Lehmann - Bo Derek | - Tanita Tikaram We Almost Got It Together - Howard Carpendale Sie hatten Blumen in den Haaren - Gilbert Bécaud und Lea Calala Avec vingt ans de moins |
| 61    | 3. März 1990  | Duisburg                                | - Georg Thomalla - Frank Elstner - Mickey Rourke - Grace Jones | - Jennifer Rush Wings of Desire - Stefan Waggershausen und Viktor Lazlo Das erste Mal tat’s noch weh - Grace Jones Amado Mio - Rod Stewart Downtown Train |
| 62    | 7. Apr. 1990  | Hof                                     | - Uschi Glas - Hape Kerkeling - Eddi Arent - John Travolta | - Gloria Bruni Cry for Me - Erste Allgemeine Verunsicherung Ding Dong - Eros Ramazzotti Se bastasse una canzone - Joan Baez Hand to Mouth |
| 63    | 15. Sep. 1990 | Saarbrücken                             | - Siegfried und Roy - David Hasselhoff - Katarina Witt - Bette Midler | - Reinhard Mey Alle Soldaten woll’n nach Haus - David Hasselhoff Crazy for You - Toto Out of Love - a-ha Crying in the Rain |
| 64    | 3. Nov. 1990  | Linz                                    | - Rosi Mittermaier mit Christa Kinshofer und Regina Örtl - Thomas Muster - Manfred Krug - John Malkovich | - Bo Katzman Celebration Day - Milli Vanilli Keep on Running - Steve Winwood One and Only Man - Munich Symphonic Sound Orchestra While My Guitar Gently Weeps |
| 65    | 15. Dez. 1990 | Emden                                   | - Peter Weck - Lotti Huber - Karl Lagerfeld - Otto Waalkes | - Marius Müller-Westernhagen Freiheit - Royal Philharmonic Orchestra Groovy Kind of Love - Phil Collins Do You Remember - Elton John You Gotta Love Someone |
| 66    | 2. März 1991  | Duisburg                                | - Harald Juhnke - Hella von Sinnen - Armin Mueller-Stahl - Peter Ustinov | - Rod Stewart Rhythm of My Heart - BAP Vis-a-vis - Bee Gees Secret Love - Mike Oldfield Heaven’s Open |
| 67    | 13. Apr. 1991 | Berlin                                  | - Willy Millowitsch - Michael Groß - Vanessa Redgrave - Stéphanie von Monaco | - Simple Minds Let There Be Love - Blue System Lucifer - Cliff Richard und Aleksander Mezek To a Friend - Stéphanie von Monaco Winds of Chance |
| 68    | 29. Juni 1991 | Xanten                                  | - Rudi Carrell - Gunther Emmerlich - Pit Weyrich - Carolin Reiber - Wolfgang Lippert - Fritz Egner - Michael Schanze | - Scorpions Wind of Change - Herbert Grönemeyer Haarscharf - Heinz Rudolf Kunze Alles gelogen - Giuseppe di Stefano O Sole mio |
| 69    | 21. Sep. 1991 | Saarbrücken                             | - Glenn Close - Karl Dall - Anthony Perkins - Arnold Schwarzenegger | - Barry Ryan und Gary Brooker (Procol Harum) mit Orchester und dem Bachchor Würzburg - Peter Maffay Ich will bei Dir sein - David Hasselhoff Gipsy Girl - Simply Red Something Got Me Started |
| 70    | 2. Nov. 1991  | Basel                                   | - Claudia Schiffer und Gunter Sachs - Wolfgang Petersen - Pierre Brice - Terence Hill | - Plácido Domingo Somewhere - Tina Turner The Way of the World - Tony Christie Sweet September - Neil Diamond Don’t Turn Around |
| 71    | 14. Dez. 1991 | Kiel                                    | - Björn Engholm - Marie-Luise Marjan - Katrin Krabbe - Phil Collins, Mike Rutherford und Tony Banks | - Genesis No Son of Mine - Joe Cocker I Can Hear the River - Russisches Staatsballett Tanzshow - Munich Philharmonic Orchestra Abba-Medley |
| 72    | 25. Jan. 1992 | Saarbrücken                             | - Oskar Lafontaine - Christopher Lambert und Diane Lane - Hansjörg Felmy - Roy Disney | - Gunther Emmerlich Jetzt ist es zu spät - Julian Lennon Help Yourself - Münchener Freiheit Liebe auf den ersten Blick - Uwe Ochsenknecht Only One Woman |
| 73    | 22. Feb. 1992 | Emden                                   | - Götz George - Gunda Niemann - Mario Adorf - Linda Evans - Rudolf Seiters | - Roland Kaiser Sag niemals nie - Peking Oper Peking Oper - Matthias Reim Warum - Yanni Reflections of Passion |
| 74    | 28. März 1992 | Hof                                     | - Senta Berger - Marcel Reich-Ranicki - Dieter Hallervorden - Pierre Cardin | - Marius Müller-Westernhagen Krieg - Chris de Burgh Separate Tables - Annie Lennox Why - Rosso Bianco The Day of Revolution |
| 75    | 2. Mai 1992   | Innsbruck                               | - Franz Vranitzky - Günther Jauch - Horst Tappert - Catherine Deneuve | - Howard Carpendale Mit viel, viel Herz - Emerson, Lake and Palmer Black Moon - Elton John The One |
| 76    | 26. Sep. 1992 | Bremerhaven                             | - Jürgen von der Lippe - Jürgen Möllemann - Franziska van Almsick - Dolph Lundgren | - Jürgen von der Lippe Comedian - Les Humphries Singers Mexico, Spirit of Freedom - Mike Oldfield Sentinel (Tubular Bells II) |
| 77    | 7. Nov. 1992  | Basel                                   | - Hannelore Kohl - Armin Mueller-Stahl - Emil Steinberger - Lolita Morena und Lothar Matthäus | - David Hasselhoff Everybody Sunshine - Michael Bolton To Love Somebody - Nana Mouskouri Weiße Rosen aus Athen |
| 78    | 5. Dez. 1992  | Aschaffenburg                           | - Diether Krebs - Hans-Dietrich Genscher - Michael Schumacher - Petra Schürmann | - Diether Krebs Martins ganz einsame Weihnachten - Royal Philharmonic Orchestra No Son of Mine - Marius Müller-Westernhagen Steh auf |
| 79    | 23. Jan. 1993 | Saarbrücken                             | - Caterina Valente - Katarina Witt - Uwe Ochsenknecht - Paul McCartney | - Paul McCartney Hope of Deliverance - Roger Whittaker Tauch hinab in die Nacht - Londonbeat That’s How I Feel - Hape Kerkeling und Heinz Schenk Witzigkeit kennt keine Grenzen |
| 80    | 20. März 1993 | Koblenz (Sporthalle Oberwerth)          | - Karlheinz Böhm - Harald Juhnke - Sonja Kirchberger - Mel Gibson | - Rod Stewart Ruby Tuesday - Cliff Richard Peace in Our Time - Klaus Lage Endsieg des Ellenbogens |
| 81    | 17. Apr. 1993 | Innsbruck                               | - Christiane Hörbiger - Linda de Mol - Karl Dall - Frédéric von Anhalt und Zsa Zsa Gabor | - Montserrat Caballé Hijo De la Luna - Eros Ramazzotti Cose della vita - Janet Jackson That’s the Way Love Goes - Munich Symphonic Sound Orchestra Western Medley |
| 82    | 18. Sep. 1993 | Hof                                     | - Karl-Heinz Riedle - Horst Buchholz - Eberhard Feik - Annemarie Wendl | - Caterina Valente Medley - Herbert Grönemeyer Land unter - Bee Gees Paying the Price of Love |
| 83    | 23. Okt. 1993 | Emden                                   | - Wolfgang Petersen - Udo Jürgens - Maria Hellwig - Bernd Eichinger | - Natalie Cole As Time Goes By - Udo Jürgens Was Dich nicht umbringt - Peter Maffay Ich fühl’ wie Du |
| 84    | 27. Nov. 1993 | Rostock                                 | - Henry Maske - Montserrat Caballé - Witta Pohl - Phil Collins | - Tony Christie Solitaire - Uwe Ochsenknecht mit Udo Lindenberg und Nina Hagen Let the Sunshine In - Phil Collins Both Sides of the Story |
| 85    | 15. Jan. 1994 | Linz                                    | - Heinz Rühmann - Rainhard Fendrich - Floriane Eichhorn und Fritzi Eichhorn - Jeremy Irons | - Rainhard Fendrich Brüder - Scorpions Under the Same Sun - Meat Loaf I’d Do Anything for Love (But I Won’t Do That) |
| 86    | 12. März 1994 | Hof                                     | - Franziska Schenk und Georg Hackl - Frank Elstner - Helge Schneider - Gaby Dohm | - Uwe Ochsenknecht Blue Water - Take That Relight My Fire, Babe - Helge Schneider Katzeklo - Pet Shop Boys I Wouldn’t Normally Do This Kind of Thing |
| 87    | 16. Apr. 1994 | Saarbrücken                             | - O. W. Fischer - Pierre Richard - Britta Steilmann - Alfred Biolek | - Daredevils Basketball-Act - Mario Adorf Was ich an Dir mag - Huey Lewis & the News Some Kind of Wonderful |
| 88    | 28. Mai 1994  | Hannover                                | - Paul Hogan - Roger Moore - Kathleen Turner - Ray Liotta - Karl Dall und Max Merkel | - Joe Cocker Summer in the City - Opus Live Is Life - Daryl Hall Gloryland - 4 Reeves und Deutsche Fußballnationalmannschaft Everybody’s Going to the USA - Village People und Deutsche Fußballnationalmannschaft Far Away in America |
| 89    | 17. Sep. 1994 | Köln                                    | - Michael Schumacher - Naomi Campbell - Willy Millowitsch - Abi Tucker - Katarina Witt | - Marius Müller-Westernhagen Es geht mir gut - Mariah Carey Anytime You Need a Friend - Mariah Carey und Luther Vandross Endless Love |
| 90    | 29. Okt. 1994 | Duisburg                                | - Harald Juhnke - Raquel Welch - Roger Willemsen - Iris Berben - Tom Gerhardt | - Barry White Practice What You Preach - Adriano Celentano Azzurro, Attraverso Me - Shirley MacLaine |
| 91    | 10. Dez. 1994 | Basel                                   | - Ornella Muti - Klaus Maria Brandauer - Montserrat Caballé - Johannes Heesters - Katja Riemann und Til Schweiger | - Suzi Quatro und X-Mas Allstars - Alan Williams - Chris Andrews - Montserrat Caballé |
| 92    | 14. Jan. 1995 | Offenburg                               | - Uschi Glas und Günter Strack - Milly Carlucci - Ursula Andress - Mike Krüger - Veronica Ferres | - Jennifer Rush Tears in the Rain - Gianna Nannini Meravigliosa Creatura - Mike Krüger Comedian |
| 93    | 18. Feb. 1995 | Ravensburg                              | - Wolfgang Joop - Christopher Lambert - Pierre Brice - Tom Jones | - Madonna Secret, Take a Bow - Pierre Brice Der große Traum - Tom Jones If I Only Knew |
| 94    | 18. März 1995 | Bremerhaven                             | - Bud Spencer und Terence Hill - Henry Maske - Vanessa-Mae - Dieter Thomas Heck | - Janet Jackson Whoops Now - Stevie Wonder For Your Love - Die Prinzen (Du musst ein) Schwein sein |
| 95    | 29. Apr. 1995 | Innsbruck                               | - Priscilla Presley - Götz George - José Carreras - Axel Schulz - Michael Lesch mit Bernd Herzsprung und Stephan Schwartz | - Rod Stewart You’re the Star - Elton John Believe - José Carreras Tu, Can Nun Chiagne - Al Bano & Romina Power Na Na Na |
| 96    | 7. Okt. 1995  | Emden                                   | - Gabriela Sabatini - Olli Dittrich und Wigald Boning - Margarethe Schreinemakers - Richard Chamberlain - The Kelly Family | - Simply Red Fairground - Die Doofen Mief! (Nimm mich jetzt, auch wenn ich stinke!) - Shaolin Mönche - The Kelly Family First Time |
| 97    | 4. Nov. 1995  | Duisburg                                | - Gerhard Schröder und Hiltrud Schröder - Andrew Lloyd Webber und Helen Schneider - Rüdiger Hoffmann - Arabella Kiesbauer | - Cirque du Soleil Saltimbanco - Helen Schneider Ein gutes Jahr - Rüdiger Hoffmann Comedian - Michael Jackson Dangerous, Earth Song |
| 98    | 9. Dez. 1995  | Rostock                                 | - Wolfgang Stumph - Waltraud Meier und Peter Seiffert - Cher - Otto Waalkes - Herbert Grönemeyer | - Otto Waalkes Comedian - Cher Walking in Memphis - Peter Seiffert Ave Maria - Herbert Grönemeyer Halt mich - Vanessa Paradis |
| 99    | 13. Jan. 1996 | Bremerhaven                             | - Dirk Bach - Mariah Carey - Inge Meysel - Olivia Newton-John - Dieter Wedel | - Mariah Carey Open Arms - Jennifer Rush Das Farbenspiel des Winds - DJ BoBo Freedom, Love Is the Price - Grease Medley |
| 100   | 30. März 1996 | Düsseldorf                              | - Frank Elstner - Wolfgang Lippert - Milly Carlucci - Rolf Wouters - Take That | - Cliff Richard - Scorpions You and I - Meat Loaf Not a Dry Eye in the House - Peter Maffay Siehst du die Sonne - Take That How Deep Is Your Love, Back for Good |
| 101   | 9. Nov. 1996  | Basel                                   | - Tina Turner - Marius Müller-Westernhagen - Udo Jürgens - Backstreet Boys - Esther Schweins | - Tina Turner In Your Wildest Dreams - Marius Müller-Westernhagen - Udo Jürgens und Jocelyn B. Smith Never Give Up - Backstreet Boys Quit Playing Games (with My Heart) - Pur Geweint vor Glück |
| 102   | 8. Dez. 1996  | Hannover                                | - Michail Gorbatschow und Raissa Gorbatschowa - Christiane Herzog - Phil Collins - Arnold Schwarzenegger - Henry Maske - Hugh Grant - Special Guests: Jutta Wübbe als Marlene Jaschke, Olympiagoldgewinner von 1996                                                     | - Sting I’m So Happy - Claudia Jung und Cliff Richard Mistletoe and Wine - Phil Collins Dance into the Light - Schürzenjäger Homo Erectus - Andreas Bieber und Knabenchor Hildesheim mit dem Musical Joseph von Andrew Lloyd Webber Wie vom Traum verführt - The Kelly Family Every Baby, One More Happy Christmas                                                                             |
| 103   | 18. Jan. 1997 | Böblingen                               | - Michael Douglas - Marianne und Michael - Joschka Fischer - Reinhard Mey - Veronica Ferres mit Gudrun Landgrebe und Heiner Lauterbach | - Eros Ramazzotti Dove c’e musica - Art Garfunkel Bright Eyes - Space Dream, Stephan Bollinger (Roboto), Look to the Stars, Pyromaniac - Reinhard Mey Lilienthals Traum |
| 104   | 22. Feb. 1997 | Münster                                 | - Nina Hoss und Til Schweiger - David Bowie - Norbert Blüm - Gerd Dudenhöffer - Jerry Hall | - Bee Gees Alone - David Bowie Little Wonder - Stomp - Peter Maffay mit Jack Bruce, Ian Anderson, Jacques Champlan, Nik Kershaw und George Kopecsni als „People in Room Nr. 8“ Medley |
| 105   | 22. März 1997 | Wien                                    | - Christiane Hörbiger - Patrick Lindner - Spice Girls - Theo Waigel und Irene Epple-Waigel - Tobias Moretti - Roger Daltrey | - Supertramp You Win, I Lose - Riverdance Stepptanzshow - Spice Girls Mama - Jean Michel Jarre Oxygéne 8 - *NSYNC I Want You Back |
| 106   | 8. Nov. 1997  | Leipzig                                 | - Linda de Mol - David Hasselhoff - Iris Berben - Gunter Sachs und Mirja Sachs - Jon Bon Jovi | - Joe Cocker N’Oubliez Jamais - Die Prinzen mit Leipziger Thomanerchor und Orchester Musica Juventa Ganz oben - Aerosmith Pink - Mariah Carey Butterfly - Jon Bon Jovi Janie, Don’t Take Your Love to Town |
| 107   | 13. Dez. 1997 | Mannheim                                | - Nadja Auermann und Karl Lagerfeld - Johannes B. Kerner - Pierce Brosnan - Spice Girls - Steffi Graf - Gerhard Berger | - Die Schöne und das Biest Musical - Backstreet Boys As Long as You Love Me - Spice Girls Too Much - Janet Jackson Together Again - Elton John Recover Your Soul |
| 108   | 24. Jan. 1998 | Bremen                                  | - Günther Jauch - Kevin Kline - Mariele Millowitsch - Berti Vogts - Claudia Schiffer und Wolfgang Joop | - Fleetwood Mac Silver Springs - Mr. President und Münchener Freiheit Where Do I Belong - Anna Maria Kaufmann und Joey Tempest Running with a Dream - Genesis Shipwrecked |
| 109   | 28. Feb. 1998 | Duisburg                                | - Jürgen von der Lippe - Madonna - Roberto Blanco mit Tony Marshall und Dieter Thomas Heck - Franziska Schenk mit Gunda Niemann-Stirnemann und Claudia Pechstein - Roman Polański                                                                                       | - Madonna Frozen - Status Quo Medley - Céline Dion My Heart Will Go On - Pur Der Dumme - Tanz der Vampire Musical |
| 110   | 28. März 1998 | Frankfurt am Main                       | - Harald Schmidt - René Kollo und Grace Bumbry - Hannelore Elsner - Gérard Depardieu - Karlheinz Böhm | - Wes Alane - Herbert Grönemeyer Bleibt alles anders - Badesalz Walter Sohl - Bryan Adams I’m Ready - Modern Talking Medley Nr. 1 Hits |
| 111   | 10. Okt. 1998 | Oldenburg (Oldenburg)                   | - Gloria Estefan - Ralf Schumacher und Michael Schumacher - Eros Ramazzotti und Michelle Hunziker - Ringo Starr - Jochen Busse - Götz George und Corinna Harfouch | - Peter Maffay und Allstars Something Will Happen - Jochen Busse Brock - Gloria Estefan Oye - Eros Ramazzotti Più bella cosa - Cliff Richard Can’t Keep This Feeling In, Lucky Lips, We Don’t Talk Anymore, Some People - Ringo Starr La De Da |
| 112   | 7. Nov. 1998  | Linz                                    | - Verona Feldbusch - Otto Waalkes - Mika Häkkinen - Heino und Hannelore von Auersperg - Howard Carpendale - Bette Midler | - Simply Red To Be Free - Madonna The Power of Good-Bye - Ricky Martin La Bomba - Heino Medley - Royal Philharmonic Orchestra und Solisten Paul Carrack, Marc Almond No Face, No Name, No Number, Paint It Black, Bright Eyes - Howard Carpendale Mit dir verschwend’ ich meine Zeit |
| 113   | 5. Dez. 1998  | Erfurt                                  | - Phil Collins - Harald Juhnke - Iris Berben - Lord Yehudi Menuhin - Johannes Heesters und Simone Rethel | - Phil Collins Medley - LeAnn Rimes How Do I Live - Marius Müller-Westernhagen Wieder hier - Litauisches Staatsorchester und Kausa-Chor Hallelujah (Händel) - Johannes Heesters Ich werde hundert Jahre alt - Wiener Sängerknaben und Jo Ann Pickens Stille Nacht |
| 114   | 23. Jan. 1999 | Augsburg                                | - Sonja Kirchberger - Moritz Bleibtreu - Christiane Hörbiger - Udo Jürgens - Cher | - Wolfgang Petry Geil, geil, geil - Tang Binbin vom Chinesischen Staatscircus - Udo Jürgens Bring’ ein Licht ins Dunkel - Rent Musical - Cher Believe, Strong Enough |
| 115   | 20. Feb. 1999 | Münster                                 | - Heidi Klum - Harald Schmidt - Helmut Dietl und Veronica Ferres - Peter Kraus - Gerhard Schröder | - Whitney Houston It’s Not Right, but It’s Okay - Bryan Adams und Melanie C When You’re Gone - Cirque du Soleil Quidam - Modern Talking You Are Not Alone - Tap Dogs Stepptanzshow |
| 116   | 20. März 1999 | Saarbrücken                             | - Katarina Witt - Michael Schanze - Mike Krüger und Gaby Köster - Hermann Maier - Ivana Trump - Special Guest: Michael Jackson | - Sasha We Can Leave the World - Alanis Morissette Joining You - Saturday Night Fever Medley - Neil Diamond Unchained Melody - Scorpions To Be Number One |
| 117   | 17. Juli 1999 | Palma (Coliseo Balear)                  | - Frauke Ludowig mit Nina Ruge und Birgit Schrowange - Dirk Bach - Tyra Banks - Montserrat Caballé - Sophia Loren - Special Guest: Verona Feldbusch | - Captain Jack und Gipsy Kings Get Up - Geri Halliwell Look at Me, Mi Chico Latino - Der Glöckner von Notre Dame Medley - Ricky Martin Livin’ la Vida Loca - Backstreet Boys Larger Than Life - Lou Bega Mambo No. 5 |
| 118   | 16. Okt. 1999 | Dornbirn                                | - Vitali Klitschko und Wladimir Klitschko - Dieter Bohlen und Nadja Abd el Farrag - Stefan Raab - Elizabeth Hurley und Hugh Grant - Isabel Allende | - Joe Cocker Different Roads - Tom Jones und The Cardigans Burning Down the House - Burn the Floor Tanzshow - David Bowie Thursday’s Child - Donna Summer Medley |
| 119   | 13. Nov. 1999 | Berlin                                  | - Tina Turner - Bastian Pastewka - Laetitia Casta - Heinz-Harald Frentzen und Tanja Frentzen - Marius Müller-Westernhagen | - Tina Turner When the Heartache Is Over - Phil Collins Dir gehört mein Herz - Chris de Burgh A Woman’s Heart - Marius Müller-Westernhagen Durch deine Liebe - Céline Dion The First Time - Britney Spears … Baby One More Time, (You Drive Me) Crazy |
| 120   | 11. Dez. 1999 | Böblingen                               | - Nadja Auermann - Paul McCartney - Tommy Haas - Barbara Rudnik und Ben Becker - Andrea Bocelli | - Nigel Kennedy Czardas, Hummelflug - Paul McCartney No Other Baby - Robbie Williams She’s the One - Ricky Martin She’s All I Ever Had - Andrea Bocelli Canto Della Terra |
| 121   | 29. Jan. 2000 | Leipzig                                 | - Anke Engelke - Hannelore Hoger - Franz Beckenbauer - Naomi Campbell - Bill Gates - Special Guest: Pamela Anderson | - Michael Flatley Feet of Flames - Die Toten Hosen Unsterblich - Mariah Carey Thank God I Found You - Herbert Grönemeyer Da Da Da - Bryan Adams The Best of Me |
| 122   | 26. Feb. 2000 | Köln                                    | - Ulla Kock am Brink - Katja Flint und Heino Ferch - Marcel Reich-Ranicki - Kai Pflaume - Will Smith | - André Rieu und Das Johann-Strauß-Orchester Czardasfürstin-Medley - Modern Talking China in Her Eyes - Stefan Raab Wadde hadde dudde da? - Will Smith Freakin’ It, Will 2 K - The Corrs At Your Side - The King Medley |
| 123   | 25. März 2000 | Duisburg                                | - Cindy Crawford - Otto Waalkes und Eva Hassmann - Dieter Pfaff - Ottmar Hitzfeld - Vivienne Westwood | - Peter Maffay Bis ans Ende der Welt - a-ha Summer Moved On - Sabrina Setlur und Xavier Naidoo Alles - Bon Jovi It’s My Life - All Saints Pure Shores |
| 124   | 14. Okt. 2000 | Hannover                                | - Heike Drechsler mit Isabell Werth und Nils Schumann - Michael Mittermeier - Heidi Klum und Marcus Schenkenberg - Mario Adorf - Rudi Völler | - Pur Herzbeben - Rednex Spirit of the Hawk - Lara Fabian I Will Love Again - *NSYNC This I Promise You - Lionel Richie Angel |
| 125   | 11. Nov. 2000 | Freiburg im Breisgau                    | - Til Schweiger mit Gudrun Okras, Christel Peters und Elisabeth Scherer - Madonna - Gaby Köster und Marco Rima - Eva Herzigová - Ulrich Wickert | - Madonna Don’t Tell Me - Sasha Owner of My Heart - Eros Ramazzotti Fuoco Nel Fuoco - Hans Klok Zaubershow Black Magic - Backstreet Boys Shape of My Heart |
| 126   | 9. Dez. 2000  | Basel                                   | - Manfred Krug - Thomas Borer und Shawne Fielding Borer - Hella von Sinnen - Karl Lagerfeld - Plácido Domingo mit José Carreras und Luciano Pavarotti | - Blast! Bolero - Jennifer Lopez Love Don’t Cost a Thing - Marius Müller-Westernhagen Rosanna - Robbie Williams Supreme - Die drei Tenöre I’ll Be Home for Christmas |
| 127   | 20. Jan. 2001 | Bremen                                  | - Alfred Biolek - Sabrina Setlur - Diego Maradona und Lothar Matthäus - Stefan Raab - Maja Maranow und Florian Martens | - Riverdance Stepptanzshow - Chris de Burgh Medley - Rüdiger Hoffmann Der Geschlechtsverkehr - DJ BoBo und Irene Cara What a Feeling - Kylie Minogue Your Disco Needs You |
| 128   | 17. Feb. 2001 | Göttingen                               | - Günther Jauch - Regina Halmich mit Daisy Lang und Fikriye Selen - David Copperfield - Michael Schumacher - Tony und Jill Curtis | - Tap Dogs Stepptanzshow - Peter Maffay Sonne in der Nacht, Josie, Du - Ronan Keating Addicted - Natalie Cole Livin’ for Love - Thomas Gottschalk und Die Besorgten Väter What Happened to Rock’n Roll |
| 129   | 17. März 2001 | Dornbirn                                | 20 Jahre Wetten, dass..? (20.15-22.45 und 23.15-00.45) - Iris Berben - Olli Dittrich als Butsche Roni - Kevin Costner - Sir Peter Ustinov - Janet Jackson - Frank Elstner                                                                                               | - Rod Stewart I Can’t Deny It - Brandy und Ray J Another Day in Paradise - Janet Jackson All for You - Bee Gees This Is Where I Came In - Modern Talking Win the Race - Michael Mittermeier Comedian - No Angels Daylight in Your Eyes |
| 130   | 13. Okt. 2001 | Erfurt                                  | - Jürgen von der Lippe - Franziska van Almsick und Stefan Kretzschmar - Christiane Hörbiger - Michael Herbig und Pierre Brice - David Beckham und Victoria Beckham | - Cher The Music’s No Good Without You - R. Kelly I Believe I Can Fly, If I Could Turn Back the Hands of Time, The Storm Is Over Now - Andrea Bocelli Melodramma - Victoria Beckham I’m Not an Innocent Girl |
| 131   | 17. Nov. 2001 | Böblingen                               | - Carmen Nebel und Hansi Hinterseer - Jenny Elvers und Ariane Sommer - Inge Meysel - Oliver Kahn - Eddie Jordan | - Alicia Keys Fallin’ - André Rieu Morgenstimmung - No Angels und Donovan Atlantis - Sting Medley |
| 132   | 15. Dez. 2001 | Dresden                                 | - Anke Engelke - Paul McCartney und Heather Mills - Vitali Klitschko und Wladimir Klitschko - Dieter Wedel mit Heike Makatsch und Heinz Hoenig - Maximilian Schell | - Der König der Löwen Musical - Elton John This Train Don’t Stop There Anymore - Destiny’s Child Emotion - Robbie Williams Mack the Knife, Do Nothing Till You Hear from Me - Queen Esther Marrow and The Harlem Gospel Singers Medley |
| 133   | 26. Jan. 2002 | Braunschweig                            | - Ottfried Fischer - Claudia Schiffer und Boris Becker - Johannes B. Kerner - Sven Hannawald - Anastacia | - Sarah Connor From Sarah with Love - Mick Jagger Visions of Paradise - Oh! What a Night Musical - Westlife World of Our Own - Anastacia One Day in Your Life |
| 134   | 2. März 2002  | Leipzig                                 | - Evi Sachenbacher mit Sylke Otto, Anni Friesinger und Simon Ammann - Gérard Depardieu - Kaya Yanar - Corinna May und Ralph Siegel - Dustin Hoffman | - Shakira Whenever, Wherever - Lenny Kravitz Stillness of Heart - Enrique Iglesias Hero, If the World Crashes Down, Escape - Miami Nights Musical |
| 135   | 23. März 2002 | München (Olympiahalle)                  | - Jutta Speidel - Stefan Effenberg - Britney Spears - Rod Stewart - Armin Mueller-Stahl | - Joe Cocker You Can Have My Heart - Britney Spears I’m Not a Girl, Not Yet a Woman - Rod Stewart Baby Jane, Rhythm of My Heart, Sailing - Sultans of the Dance Musical - Céline Dion A New Day Has Come |
| 136   | 6. Juli 2002  | Paris (Eurodisney)                      | - Laetitia Casta und Alain Delon - Mario Adorf - Barbara Becker - Catherine Deneuve | - Stuntshow Spectacular des Teams Disneyland - Bryan Adams und Hans Zimmer Here I Am - Alizée Moi… Lolita - Bryan Ferry One Way Love - Havana Nights Musical |
| 137   | 5. Okt. 2002  | Kiel                                    | - Mike Krüger - Maria Furtwängler und Hubert Burda - Cindy Crawford - Michael Ballack - Dieter Bohlen | - Peter Maffay und Tabaluga Das verschenkte Glück - Shania Twain I’m Gonna Getcha Good! - Hans-Hermann Thielke Comedian - Natural Will It Ever - David Bowie Everyone Says Hi - Las Ketchup The Ketchup Song (Aserejé) |
| 138   | 9. Nov. 2002  | Düsseldorf                              | - Karl Lagerfeld - Michelle Hunziker - Ben Becker und Otto Sander - Jon Bon Jovi - Doris Schröder-Köpf - Special Guest: Björn Ulvaeus | - Mamma Mia! Musical - Pink Just Like a Pill - Michael Mittermeier Comedian - Bon Jovi Misunderstood - Herbert Grönemeyer Der Weg |
| 139   | 7. Dez. 2002  | Wien                                    | - Anke Engelke - Rainhard Fendrich - Michael Schumacher - Hannelore Elsner - Robbie Williams | - Phil Collins Can’t Stop Loving You - Shakira Objection - Carlos Santana und Michelle Branch The Game of Love - Robbie Williams Feel - Lionel Richie Angel, Hello, Dancing on the Ceiling, All Night Long |
| 140   | 25. Jan. 2003 | Böblingen                               | - Barbara Schöneberger - Leonardo DiCaprio mit Tom Hanks und Steven Spielberg - Senta Berger - Hugh Grant - Dieter Thomas Heck | - Meat Loaf Did I Say That - Faith Hill When the Lights Go Down - Tom Jones I Who Have Nothing - Christina Aguilera Beautiful - Dieter Bohlen und Deutschland sucht den Superstar We Have a Dream |
| 141   | 22. Feb. 2003 | Berlin                                  | - Jennifer Lopez - Hermann Maier - Stefan Raab - Peter Falk - Brigitte Mira - Oliver Kahn | - Titanic Musical - Craig David Hidden Agenda - Ingo Appelt Comedian - Vanessa Amorosi True to Yourself - Bangles Walk Like an Egyptian, Manic Monday, Something That You Said |
| 142   | 22. März 2003 | Luzern                                  | - Udo Jürgens - Geraldine Chaplin und Oona Chaplin - Katharina Böhm und Armin Rohde - Rudi Völler - Rowan Atkinson | - Udo Jürgens und Orchester Pepe Lienhard Ein Bote aus besseren Welten - t.A.T.u. All the Things She Said - Dixie Chicks Landslide - Andrea Bocelli I Believe |
| 143   | 4. Okt. 2003  | Karlsruhe                               | - No Angels - Jürgen Prochnow - Faye Dunaway und Andie MacDowell - Rudi Carrell - Dieter Bohlen und Estefania Küster | - Aida Musical - Nickelback Someday - Eros Ramazzotti Un Attimo Di Pace - Seal Love’s Divine - Allstars der Deutschen Stimme 2003 Diese Nacht |
| 144   | 8. Nov. 2003  | Graz (Stadthalle Graz)                  | - Boris Becker - Christiane Hörbiger und Götz George - Naomi Campbell und Valerie Campbell - Justin Timberlake - Herbert Grönemeyer | - Simply Red You Make Me Feel Brand New - Sarah Connor und Naturally 7 Music Is the Key - Justin Timberlake Señorita - Luciano Pavarotti Il Canto |
| 145   | 6. Dez. 2003  | Freiburg im Breisgau                    | - Katarina Witt - Elijah Wood - Peter Lohmeyer und Louis Klamroth - Ozzy Osbourne und Kelly Osbourne - Johannes Heesters und Simone Rethel | - 42nd Street Musical - Kylie Minogue Slow - Ozzy Osbourne und Kelly Osbourne Changes - Johannes Heesters Ich werde hundert Jahre alt |
| 146   | 24. Jan. 2004 | Bremen                                  | - Hape Kerkeling - Veronica Ferres - Chris de Burgh und Rosanna Davison - Heino Ferch - Carmen Nebel | - Reamonn und Deutsche Kammerphilharmonie Bremen Alright - Westlife Mandy - Ronan Keating She Believes in Me |
| 147   | 28. Feb. 2004 | Klagenfurt am Wörthersee                | - Wolfgang Stumph - Hilde Gerg und Stephan Eberharter - Claudia Schiffer - Jessica Schwarz und Daniel Brühl - Alicia Keys | - Stomp - Josh Groban Caruso - Limp Bizkit Behind Blue Eyes - Alicia Keys You Don’t Know My Name |
| 148   | 27. März 2004 | Basel                                   | - Günther Jauch - Franz Beckenbauer - Charlize Theron - Gerhard Polt - Horst Tappert und Fritz Wepper | - Anastacia Left Outside Alone - José Carreras Passione - Norah Jones Sunrise - George Michael Amazing |
| 149   | 3. Juli 2004  | Berlin (Waldbühne)                      | - Michael Herbig - Nadja Auermann - Dirk Nowitzki - John Cleese - Special Guests: Mike Krüger, Rudi Völler | - Alanis Morissette Out Is Through - Pandoras Legend Medley - Stefan Raab feat. Spucky, Kork und Schrotty Space Taxi - Lionel Richie Long Long Way to Go - Rosenstolz Liebe ist alles - O-Zone Dragostea din tei |
| 150   | 2. Okt. 2004  | Berlin                                  | - Otto Waalkes - Alexandra Maria Lara - Udo Jürgens - Michael Mittermeier - Sophia Loren | - Joe Cocker One - Yvonne Catterfeld Sag mir (Was meinst du) - Michael Mittermeier Comedian - Shania Twain und Billy Currington Party for Two - Die Fantastischen Vier Troy |
| 151   | 13. Nov. 2004 | Leipzig                                 | - Franz Beckenbauer und Pelé - Angelina Jolie und Colin Farrell - Ottfried Fischer und Ruth Drexel - Kai Pflaume - Renée Zellweger | - Tina Turner Open Arms - Seal Walk on By - Elton John All That I’m Allowed - Dieter Nuhr Comedian - Destiny’s Child Lose My Breath |
| 152   | 11. Dez. 2004 | Nürnberg (Messe Halle 7)                | - Iris Berben - Sarah Biasini - Marianne und Michael - Roger Federer - Jackie Chan | - We Will Rock You feat. Brian May und Roger Taylor Medley - Kylie Minogue I Believe in You - Robbie Williams Misunderstood - Anna Netrebko O Mio Babbino Caro - Willy Astor Der Kimono |
| 153   | 22. Jan. 2005 | Hannover                                | - Hella von Sinnen und Hugo Egon Balder - Gérard Depardieu - Marie-Luise Marjan - Moritz Bleibtreu und Uwe Ochsenknecht - Andrew Lloyd Webber und Plácido Domingo | - Marianne Rosenberg Medley - The Corrs Long Night - Joss Stone You Had Me - Plácido Domingo Granada |
| 154   | 19. Feb. 2005 | Erfurt                                  | - Evelyn Hamann - Will Smith mit Kevin James und Eva Mendes - Reiner Calmund - Marius Müller-Westernhagen - Jennifer Lopez | - Avril Lavigne Nobody’s Home - Andrea Bocelli Un Nuovo Giorno - Marius Müller-Westernhagen Eins - Jennifer Lopez Get Right |
| 155   | 19. März 2005 | Berlin                                  | - Heidi Klum - Franziska van Almsick - Klaus J. Behrendt und Robert Atzorn - Oliver Bierhoff - Cate Blanchett | - Bryan Adams Room Service - Michael Bublé Feeling Good - 3 Doors Down Let Me Go - Mariah Carey It’s Like That |
| 156   | 14. Mai 2005  | Aspendos                                | - Heiner Lauterbach und Viktoria Lauterbach - Kimi Räikkönen - Peter Maffay - Ralf Möller - Erkan und Stefan - Special Guest: Paris Hilton | - Shakira und Alejandro Sanz La Tortura - Peter Maffay Halt dich an mir fest - Il Divo Regressa a Mi - Mustafa Sandal feat. Gentleman İsyankar - K-Maro Femme Like You, Crazy |
| 157   | 1. Okt. 2005  | Dresden                                 | - Montserrat Caballé - Catherine Zeta-Jones und Antonio Banderas - Heike Makatsch und Jürgen Vogel - Lukas Podolski und Bastian Schweinsteiger - Gabriele Inaara Begum Aga Khan                                                                                         | - Backstreet Boys Just Want You to Know - Udo Jürgens Jetzt oder nie - Melanie C First Day of My Life - Simply Red Perfect Love - Royal Philharmonic Orchestra Orpheus in der Unterwelt |
| 158   | 5. Nov. 2005  | Mannheim                                | - Mario Adorf - Diane Kruger und Benno Fürmann - Cameron Diaz und Toni Collette - Gunter Sachs und Mirja Sachs - Shakira | - Green Day Wake Me Up When September Ends - Madonna Hung Up - Anna Netrebko und Rolando Villazón Libiano (La Traviata) - Shakira Don’t Bother - Carlos Santana und Walt Lafty Just Feel Better |
| 159   | 10. Dez. 2005 | Düsseldorf                              | - Gaby Köster und Atze Schröder - 50 Cent - Ben Kingsley und Barney Clark - Günter Netzer - Jacqueline Bisset | - Atze Schröder Comedian - Wir sind Helden Von hier an blind - Robbie Williams Advertising Space - Anne-Sophie Mutter Mozart: Konzert für Violine und Orchester - Il Divo O Holy Night |
| 160   | 28. Jan. 2006 | Salzburg                                | - Ralf Schumacher und Cora Schumacher - Fiona Pacifico Griffini-Grasser und Karl-Heinz Grasser - Boris Becker - Friedrich von Thun und Jan Josef Liefers - Cecilia Bartoli                                                                                              | - James Blunt High - Anastacia und Eros Ramazzotti I Belong to You - Sugababes Push the Button - Depeche Mode Precious |
| 161   | 4. März 2006  | Frankfurt am Main                       | 25 Jahre Wetten, dass..? - Claus Theo Gärtner - Kati Wilhelm und André Lange - Veronica Ferres und John Malkovich - Eva Padberg und Roberto Cavalli - Felicitas Woll und Heiner Lauterbach - Special Guest: Michael Greis                                               | - Texas Lightning No No Never - Thomas Anders Songs That Live Forever - Vicky Leandros Don’t Break My Heart - Katie Melua Nine Million Bicycles - Sasha I’m Alive - Kelly Clarkson Because of You |
| 162   | 1. Apr. 2006  | Halle (Saale)                           | - Michelle Hunziker - Tom Cruise - Armin Rohde - Roberto Benigni - Suzanne von Borsody und Wolfgang Stumph | - Juanes A Dios Le Pido - Toto Africa, Bottom of Your Soul - Yamato - Tokio Hotel Rette mich - Jessye Norman Somewhere |
| 163   | 30. Sep. 2006 | Karlsruhe                               | - Veronica Ferres und Luka Kumi - Kevin Costner und Ashton Kutcher - Barbara Auer mit Karin Dor und Katja Riemann - Sönke Wortmann und Oliver Kahn - Lang Lang | - Pussycat Dolls Sway - Bharati Musical - Julio Iglesias Everybody’s Talking - Pink U + Ur Hand - Lang Lang |
| 164   | 4. Nov. 2006  | Düsseldorf                              | - Claudia Schiffer - Hape Kerkeling als Horst Schlämmer - Alfred Biolek - Katja Flint - Rod Stewart | - Scissor Sisters I Don’t Feel Like Dancing - Justin Timberlake My Love - Xavier Naidoo Was wir alleine nicht schaffen - Rod Stewart Have You Ever Seen the Rain, Heartache, Still the Same |
| 165   | 9. Dez. 2006  | Bremen                                  | - Cosma Shiva Hagen und Otto Waalkes - Iris Berben und Robert Atzorn - Linda de Mol - Denzel Washington - Helge Schneider | - The Ten Tenors Just to See Each Other Again - Nickelback If Everyone Cared - Yusuf Islam Heaven (Where True Love Goes) - Christina Aguilera Hurt - Daddy Cool Musical |
| 166   | 20. Jan. 2007 | Friedrichshafen                         | - Maria Furtwängler - Beyoncé Knowles - Nina Ruge - Bill Kaulitz - Peter Maffay | - Beyoncé Knowles Listen - Zucchero Occhi - Yvonne Catterfeld Neben dir - Urban Priol Comedian - Keith Urban Once in a Lifetime - Take That Back for Good, Reach Out - Peter Maffay & Projekt Begegnungen Children of the World |
| 167   | 3. März 2007  | Dortmund                                | - Florian Henckel von Donnersmarck mit Sebastian Koch und Sophie von Kessel - Rolando Villazón - Bastian Pastewka und Joachim Fuchsberger - Christine Neubauer und Susanne Fröhlich - Lionel Richie                                                                     | - Nelly Furtado Say It Right - Rolando Villazón No Puede Ser - Christina Stürmer Scherbenmeer - Herbert Grönemeyer Stück vom Himmel - Lionel Richie I Call It Love, Reason to Believe |
| 168   | 31. März 2007 | Freiburg im Breisgau                    | - Joachim Löw und Heiner Brand - Christoph Maria Herbst - Rowan Atkinson - Natalia Wörner - John Travolta mit Ray Liotta und Tim Allen - Special Guests: Christine Neubauer, Susanne Fröhlich                                                                           | - Melanie C The Moment You Believe - John Legend Save Room - Joe Cocker Hymn for My Soul - Silbermond Das Ende vom Kreis - De Höhner Wenn nicht jetzt, wann dann |
| 169   | 23. Juni 2007 | Palma (Coliseo Balear)                  | - Regina Halmich und Henry Maske - Enrique Iglesias - Dieter Bohlen und Mark Medlock - Barbara Schöneberger und Roberto Blanco - Elizabeth Hurley - Special Guests: Lena Gercke, Barbara Meier                                                                          | - Enrique Iglesias Do You Know? (The Ping Pong Song) - Mark Medlock mit Dieter Bohlen You Can Get It - Die Fantastischen Vier Einfach sein - Bon Jovi (You Want To) Make a Memory - David Bisbal Silencio - Kool & The Gang Ladies Night, Get Down on It, Celebration |
| 170   | 6. Okt. 2007  | Basel (St. Jakobshalle)                 | - Michael Herbig - Jennifer Garner und Jamie Foxx - Birgit Prinz und Nadine Angerer - Vitali Klitschko und Wladimir Klitschko - Paola und Kurt Felix - Suzanne von Borsody und Michael Mendl                                                                            | - Avril Lavigne When You’re Gone - Melissa Etheridge Message to Myself - Sunrise Avenue Fairytale Gone Bad |
| 171   | 10. Nov. 2007 | Leipzig (Leipziger Messe)               | - Inka Bause - Boris Becker - Alice Schwarzer - Martina Gedeck und Heino Ferch - Céline Dion | - Michael Bublé Lost - Rihanna Don’t Stop the Music - Michael Mittermeier Comedian - Céline Dion Taking Chances |
| 172   | 8. Dez. 2007  | Graz (Stadthalle Graz)                  | - Sarah Wiener mit Horst Lichter und Johann Lafer - Nicolas Cage - Nora Tschirner und Til Schweiger - Piet Klocke - Renée Zellweger und Jerry Seinfeld | - Wicked – Die Hexen von Oz Musical - Mika Relax, Take It Easy - Piet Klocke Comedian - Kylie Minogue Two Hearts |
| 173   | 26. Jan. 2008 | Salzburg (Salzburgarena)                | - Mario Adorf und Ben Becker - Stefan Raab - Gérard Depardieu - Christiane Hörbiger - Sylvester Stallone - Special Guests: Felix Sturm, Til Schweiger | - Seal Amazing - Udo Jürgens Tanz auf dem Vulkan - OneRepublic Apologize - Swan Lake – Artisten vom Chinesischen Nationalzirkus Tanzshow |
| 174   | 1. März 2008  | Halle (Saale) (Messe Halle)             | - Armin Rohde und Anja Kling - Cecilia Bartoli - Sasha - Nico Rosberg - Kai Wiesinger und Heiner Lauterbach | - Earth, Wind and Fire Medley - Leona Lewis Bleeding Love - Dieter Nuhr Comedian - Lenny Kravitz I’ll Be Waiting |
| 175   | 29. März 2008 | Erfurt (Messe Erfurt)                   | - Magdalena Neuner mit Kati Wilhelm und Andrea Henkel - Jimi Blue und Wilson Gonzalez Ochsenknecht - Rolando Villazón - Kurt Krömer - Paris Hilton - Oliver Kahn | - R.E.M. Supernatural Superserious - Rolando Villazón Io Conosco Un Giardino - Udo Lindenberg Wenn du durchhängst - Kurt Krömer Comedian - Buddha mit 1000 Händen Tanzshow |
| 176   | 4. Okt. 2008  | Nürnberg (Frankenhalle)                 | - Sylvie van der Vaart - Karl Lagerfeld - Pater Karl und Pater Philipp - Salma Hayek - Michael Herbig und Franz Xaver Kroetz - Special Guests: Sebastian Vettel, Felix Neureuther                                                                                       | - Carla Bruni L’amoureuse - Foreigner Medley - Gabriella Cilmi Sweet About Me - Atze Schröder Comedian - Söhne Mannheims Das hat die Welt noch nicht gesehen |
| 177   | 8. Nov. 2008  | Berlin (O2 World Berlin)                | - Günther Jauch - Matthias Steiner - Anke Engelke und Ulrike Kriener - Uma Thurman - Jamie Oliver - Special Guest: Magdalena Brzeska | - Kid Rock All Summer Long - Alicia Keys Superwoman - Simply Red Medley - Pink So What |
| 178   | 13. Dez. 2008 | Stuttgart (Messe Stuttgart)             | - Nicole Kidman und Hugh Jackman - Til Schweiger und Rick Kavanian - Ursula von der Leyen - Lewis Hamilton und Norbert Haug - Alexandra Neldel - Special Guest: Thomas Hitzlsperger                                                                                     | - Johannes Heesters ’s ist einmal im Leben so - Anastacia I Can Feel You - Herbert Grönemeyer Glück - Pussycat Dolls I Hate This Part - Tom Jones If He Should Ever Leave You |
| 179   | 24. Jan. 2009 | Offenburg (Messe Offenburg-Ortenau)     | - Jörg Pilawa - Tom Cruise und Christian Berkel - Jerry Hall und Toni Garrn - Désirée Nick - Michael Mittermeier | - Der Schuh des Manitu Musical - Coldplay Viva la Vida - Peter Maffay Verlier sie nicht - Michael Mittermeier Comedian - Seal It’s a Man’s Man’s Man’s World |
| 180   | 28. Feb. 2009 | Düsseldorf (Messe Düsseldorf)           | - Jennifer Aniston und Owen Wilson - Jochen Alexander Freydank - Boris Becker und Lilly Kerssenberg - Andrea Sawatzki und Heino Ferch - Heike Makatsch | - Reamonn Million Miles - Duffy Rain on Your Parade - Hape Kerkeling als Uschi Blum Sklavin der Liebe - Oasis I’m Outta Time |
| 181   | 21. März 2009 | München (Olympiahalle)                  | - Mario Barth - Kevin James - Iris Berben - Rolando Villazón - Franck Ribéry - Special Guest: Matze Knop | - Mando Diao Dance with Somebody - Take That The Garden - Rolando Villazón Ciel e terra armi di sdegno - Spamalot Musical |
| 182   | 13. Juni 2009 | Palma (Coliseo Balear)                  | - Michelle Hunziker - Otto Waalkes - Plácido Domingo - Sara Nuru - Wayne Carpendale und Hardy Krüger jr. - Ralf Möller - Special Guest: Timo Scheider | - Pasión de Buena Vista - Rain A Tribute to The Beatles - Ashley Tisdale It’s Alright, It’s OK - Simple Minds Stars Will Lead the Way, Don’t You (Forget About Me) |
| 183   | 3. Okt. 2009  | Freiburg im Breisgau (Messe Freiburg)   | - Michael Herbig und Jonas Hämmerle - Veronica Ferres und Marga Spiegel - Stephanie zu Guttenberg und Karl-Theodor zu Guttenberg - Sebastian Koch - Oliver Pocher - Special Guest: Jens Voigt                                                                           | - Dinosaurier – Im Reich der Giganten Bühnenshow - Tokio Hotel Automatisch - Whitney Houston I Look to You - Nelly Furtado Manos al aire - Oliver Pocher Comedian |
| 184   | 7. Nov. 2009  | Braunschweig (Volkswagenhalle)          | - Harald Schmidt und Wolfgang Rademann - Sebastian Vettel und Nazan Eckes - David Garrett - John Cusack und Roland Emmerich - Elisabeth von Thurn und Taxis - Special Guest: Lady Gaga                                                                                  | - The Black Eyed Peas I Gotta Feeling - Robbie Williams Bodies - Spandau Ballet Medley |
| 185   | 5. Dez. 2009  | Bremen (ÖVB-Arena, Halle 5)             | - Wolfgang Stumph und Stephanie Stumph - Hugh Grant - Wolfgang und Anneliese - Til Schweiger und Nora Tschirner - Uwe Ochsenknecht | - Michael Bublé Cry Me a River - Leona Lewis Happy - Hairspray Musical |
| 186   | 23. Jan. 2010 | Friedrichshafen (Messe Friedrichshafen) | - Heidi Klum - Mario Gómez - Hilary Swank - Simone Thomalla - Oliver Welke und Martina Hill - Special Guests: Sylke Otto, Qualid Ladraa | - Bon Jovi Superman Tonight - Ich + Ich Einer von Zweien - Eros Ramazzotti Medley |
| 187   | 27. Feb. 2010 | Erfurt (Messe Erfurt)                   | - Inka Bause - Matthias Schweighöfer - Sophia Loren - Kevin Costner - Wladimir Klitschko | - Pet Shop Boys Medley - Jan Delay Disko - Kiss Say Yeah, I Was Made for Lovin’ You - Kevin Costner & Modern West Let Me Be the One |
| 188   | 27. März 2010 | Salzburg (Salzburgarena)                | - Hansi Hinterseer - Maria Riesch - Stefan Raab - Anna Netrebko - Emma Thompson - Special Guests: Jelena Baschkirowa, Andrew Lloyd Webber | - Shakira Gypsy - Lena Meyer-Landrut Satellite - Gossip Heavy Cross - Scorpions & Tarja Turunen The Good Die Young - Thomas Gottschalk & Michelle Hunziker (mit Andrew Lloyd Webber) All I Ask of You |
| 189   | 23. Mai 2010  | Palma (Coliseo Balear)                  | - Michael Ballack - Dieter Bohlen - Nicole Richie und Lionel Richie - Cindy aus Marzahn - Rick Kavanian - Franziska van Almsick und Jo-Ann Strauss - Special Guests: Horst Lichter, Pauline Afaja                                                                       | - K’naan feat. David Bisbal Wavin’ Flag - Amy Macdonald Don’t Tell Me That It’s Over - Lionel Richie Medley - Jeff Beck feat. Joss Stone I Put a Spell on You - Peter Maffay Medley - Mehrzad Marashi feat. Mark Medlock Sweat (A La La La La Long) |
| 190   | 2. Okt. 2010  | München (Olympiahalle)                  | - Michael Mittermeier und Bülent Ceylan - Katy Perry - Christine Neubauer - Arjen Robben - Milla Jovovich | - Katy Perry Teenage Dream - Scissor Sisters Fire with Fire - Joe Cocker Hard Knocks |
| 191   | 6. Nov. 2010  | Hannover (Messe Hannover)               | - Matthias Schweighöfer und Lena - Natalia und Vitali Klitschko - Thomas D und Smudo - Denzel Washington - Miley Cyrus - Atze Schröder - Special Guest: Nickolas Schäufelin                                                                                             | - Die Fantastischen Vier Danke - Miley Cyrus Who Owns My Heart - Blue Man Group Bühnenshow - James Blunt Stay the Night |
| 192   | 4. Dez. 2010  | Düsseldorf (Messe Düsseldorf)           | - Otto Waalkes und Sara Nuru - Special Guest: Kat Von D Die Sendung wurde wegen eines Unfalls nach der ersten Wette abgebrochen. Geplant waren: - Alexandra Maria Lara - Hardy Krüger - Cameron Diaz, Christoph Waltz und Seth Rogen - Cher                             | Die Sendung wurde wegen eines Unfalls nach der ersten Wette abgebrochen. Geplant waren: - Justin Bieber Somebody to Love - Take That The Flood - Phil Collins Going Back - Robbie Williams Feel |
| 193   | 12. Feb. 2011 | Halle (Saale) (Messe Halle)             | - Anna Loos und Jan Josef Liefers - Maria Furtwängler - Naomi Campbell - Max Raabe - Annette Frier | - Hinterm Horizont und Udo Lindenberg Musical - Roxette Medley - Take That The Flood - Max Raabe Küssen kann man nicht alleine |
| 194   | 19. März 2011 | Augsburg (Messe Augsburg)               | - Til Schweiger und Jasmin Gerat - Justin Bieber - Markus Lanz - Catherine Deneuve - Udo Jürgens | - Herbert Grönemeyer Schiffsverkehr - Justin Bieber Medley - Bruno Mars Grenade - Udo Jürgens Dafür brauch’ ich Dich |
| 195   | 30. Apr. 2011 | Offenburg (Messe Offenburg-Ortenau)     | - Désirée Nick und Eduard Prinz von Anhalt - Anna Loos und Jan Josef Liefers - Whoopi Goldberg - Hugh Laurie - Anna Netrebko und Erwin Schrott | - Silly mit Jan Josef Liefers Erinnert - Christopher Cross Medley - Pilobolus Dance Theatre Shadowland - Hugh Laurie You Don’t Know My Mind |
| 196   | 18. Juni 2011 | Palma (Coliseo Balear)                  | - Sebastian Vettel - Dieter Bohlen - Cameron Diaz - Heidi Klum - Kevin James - Thomas Gottschalk - Special Guests: Cindy aus Marzahn, Frank Elstner | - Status Quo Medley - Sarah Engels & Pietro Lombardi I Miss You - The Rocky Horror Show Musical - Jennifer Lopez On the Floor - Il Volo ’O sole mio |
| 197   | 8. Okt. 2011  | Nürnberg (Frankenhalle)                 | - Michael Herbig - Sarah Connor - Peter Maffay - Rowan Atkinson - Monika Gruber - Joss Stone - Special Guests: Olli Dittrich, Meredith Michaels-Beerbaum | - Jessie J Price Tag - Peter Maffay & Mandy Capristo Nessaja, Die Zeit hält nur in Träumen an - Monika Gruber Comedian - Joss Stone & David A. Stewart Karma, Here Comes the Rain Again |
| 198   | 5. Nov. 2011  | Leipzig (Messe Leipzig)                 | - Otto Waalkes - Wladimir Klitschko - Andrea Sawatzki - Justin Timberlake - Hape Kerkeling - Dirk Bach - Special Guest: David Garrett | - Batman Live Bühnenshow - Udo Lindenberg & Clueso Cello - Kein Pardon – Das Musical - David Garrett Corelli – Variations - Udo Lindenberg, Clueso, David Garrett, Hape Kerkeling, Otto Waalkes, Dirk Bach, Andrea Sawatzki & Wladimir Klitschko Thommy, mach dein Ding |
| 199   | 3. Dez. 2011  | Friedrichshafen (Messe Friedrichshafen) | - Günther Jauch - Dirk Nowitzki - Til Schweiger - Karl Lagerfeld - Iris Berben - Jessica Biel - Special Guests: Olli Dittrich, Gian Simmen, Wolfgang Lippert | - Lenny Kravitz Push - Meat Loaf Medley |
| 200   | 6. Okt. 2012  | Düsseldorf (ISS Dome)                   | - Sylvie und Rafael van der Vaart - Karl Lagerfeld - Hannelore Kraft - Wotan Wilke Möhring - Rolando Villazón - Bülent Ceylan - Special Guests: Cindy aus Marzahn, Michael Kessler (als Günther Jauch)                                                                  | - Cro Easy - Jennifer Lopez Dance Again - Die Toten Hosen Altes Fieber - The Voca People A-cappella-Show |
| 201   | 3. Nov. 2012  | Bremen (ÖVB-Arena)                      | - Barbara Schöneberger - Halle Berry - Oliver Welke - David Garrett - Tom Hanks - Jutta Speidel - Special Guests: Atze Schröder, Jorge Gonzalez, Wolf-Dieter Poschmann                                                                                                  | - Robbie Williams Candy - Gossip Move in the Right Direction - Ballet Revolución |
| 202   | 8. Dez. 2012  | Freiburg im Breisgau (Messe Freiburg)   | - Nena - Maria Furtwängler - Florian David Fitz - Olaf Schubert und Karl Dall - Heino Ferch - Helene Fischer - Special Guests: Alexander Herrmann, Alfons Schuhbeck und die Chippendales                                                                                | - Pink Try - Rihanna Diamonds - Alicia Keys Girl on Fire - Die Fantastischen Vier Troy - Lang Lang |
| 203   | 19. Jan. 2013 | Offenburg (Messe Offenburg-Ortenau)     | - Matthias Schweighöfer - Christiane Hörbiger - Denzel Washington - Magdalena Neuner und Robert Harting - Ralf Schmitz | - Caligola Forgive Forget - Leona Lewis Trouble |
| 204   | 23. Feb. 2013 | Friedrichshafen (Messe Friedrichshafen) | - Axel Prahl - Michael Mittermeier - Simone Thomalla - Hermann Maier - Oliver Kahn - Special Guests: Olivia Jones und Joey Heindle | - Bruno Mars Locked Out of Heaven - Justin Timberlake Mirrors - Heino Junge |
| 205   | 23. März 2013 | Wien (Wiener Stadthalle)                | - Oliver Pocher - Peter Weck - Viktoria und Heiner Lauterbach - Anna Loos - Michael Bublé - Special Guest: 50 Cent | - OneRepublic & Kinderchor der Wiener Staatsoper If I Lose Myself - Depeche Mode Heaven - Michael Bublé It’s a Beautiful Day |
| 206   | 8. Juni 2013  | Palma (Coliseo Balear)                  | - Stefan Raab - Michelle Hunziker - Paul Panzer - Gerard Butler - Robert und Carmen Geiss - Special Guest: Howard Carpendale | - Mickie Krause Schatzi, schenk mir ein Foto - Tim Toupet So ein schöner Tag (Fliegerlied) - Jürgen Drews Ich bau dir ein Schloss - Olly Murs Heart Skips a Beat, Troublemaker - Passenger Let Her Go - We Will Rock You Musical |
| 207   | 5. Okt. 2013  | Bremen (ÖVB-Arena, Halle 5)             | - Harrison Ford - Helene Fischer - Ruth Maria Kubitschek und Matthias Schweighöfer - Anja Kling - Sylvester Stallone | - Helene Fischer Fehlerfrei - Cher I Hope You Find It - John Newman Love Me Again - Rocky – Das Musical Eye of the Tiger, Fight from the Heart, Gonna Fly Now |
| 208   | 9. Nov. 2013  | Halle (Saale) (Messe Halle)             | - Lukas Podolski - Céline Dion - Diana Amft und Armin Rohde - Florian Silbereisen - Elyas M’Barek - Barbara Meier - Special Guests: Andreas Gabalier, Marvin Kirchhöfer                                                                                                 | - Céline Dion Loved Me Back to Life - Sting The Last Ship - Miley Cyrus Wrecking Ball |
| 209   | 14. Dez. 2013 | Augsburg (Messe Augsburg)               | - Wolfgang Stumph - Bully Herbig - Ina Müller - Olivier Martinez und Fahri Yardım - Michelle Hunziker und Saalpublikum - Boris Becker mit Lilly Becker - Special Guests: Michelle Hunziker (Co-Moderation), Andrea Kaiser (Außenmoderation), Björn Ulvaeus, Felix Sturm | - Michael Bublé und Michelle Hunziker Walking in a Winter Wonderland - Michael Bublé Santa Claus Is Coming to Town - Frida Gold Liebe ist meine Rebellion |
| 210   | 25. Jan. 2014 | Karlsruhe (dm-Arena)                    | - Atze Schröder - Max Kruse - Liam Neeson - Hans Sigl - Yvonne Catterfeld - Special Guests: Mirjam Weichselbraun und Matthias Schweighöfer (Außenmoderation) | - Atze Schröder Comedian - Peter Maffay Hallelujah - James Blunt Heart to Heart |
| 211   | 22. Feb. 2014 | Düsseldorf (ISS Dome)                   | - Klaas Heufer-Umlauf und Joko Winterscheidt - Judith Rakers - Hilary Swank - Christian Rach - Christoph Maria Herbst - Adel Tawil - Special Guests: Janine Kunze und Frank Buschmann (Außenmoderation)                                                                 | - Udo Jürgens Der Mann ist das Problem - Flying Steps Breakdance-Show - Pharrell Williams Happy - Adel Tawil Lieder |
| 212   | 5. Apr. 2014  | Offenburg (Messe Offenburg-Ortenau)     | - Guido Maria Kretschmer - Cameron Diaz - Hape Kerkeling - Veronica Ferres - Anastacia - Annette Frier - Special Guest: Ina Müller (Außenmoderation) | - Hape Kerkeling Schlager-Medley - Anastacia Stupid Little Things |
| 213   | 4. Okt. 2014  | Erfurt (Messe Erfurt)                   | - Benedikt Höwedes - Megan Fox und Will Arnett - Ralf Schmitz - Diane Keaton - Christine Urspruch - Wolfgang Joop - Special Guests: Sönke Wortmann, Horst Eckel, Janin Reinhardt und Atze Schröder (Außenmoderation)                                                    | - Musical Das Wunder von Bern - Bryan Adams She Knows Me - Tokio Hotel Love Who Loves You Back - Lenny Kravitz The Chamber |
| 214   | 8. Nov. 2014  | Graz (Stadthalle Graz)                  | - Jennifer Lawrence und Liam Hemsworth - Eckart von Hirschhausen - Conchita Wurst - Hugh Grant - Toni Garrn - Iris Berben - Special Guests: Mirjam Weichselbraun und Andreas Gabalier (Außenmoderation)                                                                 | - Conchita Wurst Heroes - One Direction Steal My Girl - Herbert Grönemeyer Morgen |
| 215   | 13. Dez. 2014 | Nürnberg (Messe Nürnberg)               | - Katarina Witt und Hermann Maier - Otto Waalkes mit Elton und Bully Herbig - Ben Stiller - Helene Fischer und Jan Josef Liefers - Til Schweiger und Wotan Wilke Möhring - Special Guests: Samuel Koch, Olli Dittrich (Außenmoderation)                                 | - Die Fantastischen Vier Und los, 25 - Helene Fischer So kann das Leben sein - Otto Waalkes & Bully Herbig Spezielle Version von My Way - Pentatonix Medley: As Long as You Love Me (Backstreet Boys), I Gotta Feeling (The Black Eyed Peas), Viva la Vida (Coldplay), Happy (Pharrell Williams), Wrecking Ball (Miley Cyrus), Mirrors (Justin Timberlake) - Der Graf (Unheilig) Zeit zu gehen |
| 216   | 6. Nov. 2021  | Nürnberg (Messe Nürnberg)               | - Michelle Hunziker - Helene Fischer - Benny Andersson und Björn Ulvaeus - Joko Winterscheidt und Klaas Heufer-Umlauf - Heino Ferch und Svenja Jung - Frank Elstner - Special Guests: Lisa und Lena, Vinny Piano, Giovanni Zarrella (Außenmoderation)                   | - Helene Fischer Null auf 100 - Benny Andersson & Björn Ulvaeus und Helene Fischer SOS - Die Eiskönigin Musical - Zoe Wees Girls like Us - Udo Lindenberg & das Panikorchester Kompass |
| 217   | 19. Nov. 2022 | Friedrichshafen (Messe Friedrichshafen) | - Michael Herbig und Christoph Maria Herbst - Lisa und Lena - Robbie Williams - John Malkovich, Veronica Ferres und Lilly Krug - Alexandra Popp und Giulia Gwinn - Herbert Grönemeyer - Special Guests: Jochen Breyer und Christoph Kramer (Außenmoderation)            | - Robbie Williams Lost, Angels - Tate McRae She’s All I Wanna Be - Moulin Rouge! Musical - Herbert Grönemeyer Deine Hand |
| 218   | 25. Nov. 2023 | Offenburg (Messe Offenburg-Ortenau)     | - Matthias Schweighöfer - Bastian Schweinsteiger und Ana Ivanović - Take That - Jan Josef Liefers und Stefanie Stappenbeck - Helene Fischer und Shirin David - Cher - Special Guests: Lena Mantler, Frank Elstner, Mike Krüger, Hazel Brugger (Außenmoderation)         | - Take That Where We Are, Back for Good - Helene Fischer & Shirin David Atemlos durch die Nacht - Cher DJ Play a Christmas Song - Jan Josef Liefers & Stefanie Stappenbeck I Got You Babe |

### Kinder-Wetten, dass..?
| Folge | Datum         | Ort      | Wettpaten | Künstler |
| ----- | ------------- | -------- | --- | --- |
| 1     | 26. Dez. 1996 | Hannover | - Olli Dittrich und Wigald Boning - Samson aus der Sesamstraße - Blümchen - Nils Bokelberg - Angelo und Maite Kelly - Special-Guests: Unser Charly, Die Sendung mit der Maus, Rabe Rudi, Quasimodo (Der Glöckner von Notre-Dame), Ralf und Michael Schumacher, Rafiki & Simba aus Der König der Löwen | - Die Doofen - Mr. President - Instinkt - The Kelly Family |
| 2     | 26. Dez. 1997 | Mannheim | - Axel Schulz - Pierre Brice und Kleiner Biber - Judith Halverscheid und Stefan Pinnow - Peter Maffay - Lori Stern - Special-Guests: Micky Maus, Benjamin Blümchen, Rabe Rudi, Günter Kastenfrosch aus Tigerenten Club                                                                                | - Detlev Jöcker und Menschenkinder mit Chor der internationalen Gesamtschule Heidelberg - Tresir - „Allstars“ (Bed & Breakfast, Funky Diamonds, Joy, Sugar & Cream, LFO, Peter Maffay, Sista Sista, Lorenza und Michael Evans) - Peter Maffay und Tabaluga - The Kelly Family |
| 3     | 26. Dez. 1998 | Erfurt   | - Enie van de Meiklokjes - Oli.P - Nicola Thost - Gil Ofarim - Antje Pieper - Franklin Schmidt | - Funky Diamonds - Oli.P und Christina Frank Flugzeuge im Bauch - Miniflitzer - Gil Ofarim - Boyzone No Matter What |
| 4     | 26. Dez. 1999 | Berlin   | - Magdalena Brzeska - Mirco Nontschew - Sasha - Sandra Völker - Christian Wunderlich - Special-Guests: Unser Charly, Benjamin Blümchen, Touché | - Eiffel 65 Blue (Da Ba Dee), Move Your Body - Oli.P und Naima So bist du - Sasha Don’t Say Goodbye - Christian Wunderlich Real Good Moment - Tabaluga Tabaluga Lied |
| 5     | 25. Dez. 2000 | Basel    | - Jessica Schwarz - Kim Frank - Andreas Türck - Nick Heidfeld - Tim Sander - Special-Guests: Carl-Uwe Steeb, Rabe Rudi, Mainzelmännchen | - Aaron Carter - Echt - Band ohne Namen - Ayman - ATC |

## Repräsentanten der Stadtwette und Aktionspaten
| Folge | Datum          | Ort                  | Stadtpate                                        | Aktionspate                            | Wettthema · Gewonnen? Ja – Nein |
| ----- | -------------- | -------------------- | ------------------------------------------------ | -------------------------------------- | --- |
| 130   | 13. Okt. 2001  | Erfurt               | Gunda Niemann-Stirnemann                         |                                        | Von der Erfurter Messe bis an die Gera soll eine etwa 2,5 Kilometer lange Menschenkette gebildet und in Eimern genug Wasser von den drei Quellen zur Messehalle transportiert werden, um den Wetten dass..?-Pool mindestens 80 cm hoch zu füllen.                                                                        |
| 131   | 17. Nov. 2001  | Böblingen            | Hartmut Engler                                   |                                        | Die Böblinger mussten auf ihrem Marktplatz eine Strandparty steigen lassen. |
| 132   | 15. Dez. 2001  | Dresden              | Gunther Emmerlich                                |                                        | Auf dem Theaterplatz vor der Semperoper soll die Silhouette der Dresdner Frauenkirche mit etwa 5.000 Kerzen oder Teelichtern zum Leuchten gebracht werden. |
| 133   | 26. Jan. 2002  | Braunschweig         | Nina Ruge                                        |                                        | 200 Braunschweiger sollen innerhalb von fünf Minuten ihre jeweils eigenen linken Schuhe aus einem Schuhberg herausfinden, der von Till Eulenspiegel von einem Seil aus auf den Burgplatz geworfen wurde. |
| 134   | 2. März 2002   | Leipzig              | Die Prinzen                                      |                                        | Die Leipziger sollen die Eurovisions-Hymne mit Fahrradklingeln nachspielen. |
| 135   | 23. März 2002  | München              | Rudolph Moshammer                                |                                        | Das Münchner Siegestor soll bis zum Ende der Sendung modisch eingekleidet werden. |
| 136   | 6. Juli 2002   | Paris                | Michael Herbig, Christian Tramitz, Rick Kavanian |                                        | 50 Disneyland-Parkbesucher aus mindestens zehn verschiedenen Ländern sollen am Ende der Sendung im Kostüm einen Cancan tanzen. |
| 137   | 5. Okt. 2002   | Kiel                 | Rötger Feldmann, Norbert Gansel                  |                                        | Die Kieler sollen das Fährschiff Stena Germanica in fünf Minuten mit purer Muskelkraft 20 Meter weit ziehen. |
| 138   | 9. Nov. 2002   | Düsseldorf           | Heino                                            |                                        | Über die gesamte Länge der Königsallee (640 m) soll die längste Theke der Welt aufgebaut werden. |
| 139   | 7. Dez. 2002   | Wien                 | Niki Lauda                                       |                                        | 1.000 Paare sollen in Frack und Abendkleid auf dem Rathausplatz gemeinsam den Donauwalzer tanzen. |
| 140   | 25. Jan. 2003  | Böblingen            | Thomas D, Smudo                                  |                                        | Die Böblinger sollen eine Loveparade mit mindestens 750 Personen auf die Beine stellen. |
| 141   | 22. Feb. 2003  | Berlin               | Andrea Kiewel                                    |                                        | Am Brandenburger Tor sollen 500 Grills aufgestellt werden, auf denen jeweils mindestens eine Currywurst grillt. |
| 142   | 22. März 2003  | Luzern               | Marco Rima                                       |                                        | Die Luzerner sollen mit Booten eine schwimmende Brücke über den Vierwaldstättersee bilden, die Marco Rima am Ende der Sendung überqueren muss. |
| 143   | 4. Okt. 2003   | Karlsruhe            | Regina Halmich, Sven Ottke                       | Felix Magath                           | Das Karlsruher Rathaus soll für den Publikumsverkehr geöffnet und alle Dienststellen mit den entsprechenden Beamten an ihren Arbeitsplätzen besetzt werden. |
| 144   | 8. Nov. 2003   | Graz                 | DJ Ötzi                                          | Oliver Bierhoff                        | Graz soll das größte Open-Air Fitnessstudio Österreichs auf dem Hauptplatz vor dem Rathaus aufbauen. |
| 145   | 6. Dez. 2003   | Freiburg im Breisgau | Richard Golz                                     | Horst Eckel                            | Im Dreisamstadion soll die Nordtribüne mit 5000 echten SC-Freiburg-Fans in voller Fantracht gefüllt werden, die am Ende der Sendung ein Weihnachtslied singen. |
| 146   | 24. Jan. 2004  | Bremen               | Jörg Wontorra                                    | Sepp Maier                             | Vier komplette Zimmer von vier Familien sollen ausgeräumt und mit der gesamten Einrichtung in vier Container am Domshof gebracht werden, wo die Familien weiter Wetten, dass..? schauen sollten. |
| 147   | 28. Feb. 2004  | Klagenfurt           | Franz Klammer                                    | Hansi Müller                           | Die Klagenfurter sollen für die ein Kilometer lange Strecke vom Platz am Rathaus bis an die Messehalle einen mindestens einen Meter breiten durchgängigen roten Teppich aus Handtüchern, Topflappen oder Badematten basteln, von dem kein Einzelteil größer als 2 Quadratmeter ist.                                      |
| 148   | 27. März 2004  | Basel                | Kurt Felix                                       | Michael Skibbe                         | 1000 Mumien, einbalsamiert mit Mullbinden, Haushaltsrollen oder Toilettenpapier, sollten sich auf dem Münsterplatz versammeln. |
| 149   | 3. Juli 2004   | Berlin               | keine Stadtwette                                 | keine Stadtwette                       | keine Stadtwette |
| 150   | 2. Okt. 2004   | Berlin               | Ben, Klaus Wowereit                              | Sebastian Kehl, Christoph Metzelder    | Die Berliner sollten bis zum Ende der Sendung ein Oktoberfest auf dem Alexanderplatz auf die Beine stellen, bestehend aus Biergarnituren und Tischdecken, 50 Bayern und 50 Bayerinnen in Tracht, 50 schunkelnden Japanern, einem Fass zum Anzapfen und einer Trachtenkapelle, die den bayerischen Defiliermarsch spielt. |
| 151   | 13. Nov. 2004  | Leipzig              | Kristin Otto, Wolfgang Tiefensee                 | Timo Hildebrand, Philipp Lahm          | Ein kompletter Olympiakader mit Vertretern aller 28 olympischen Sportarten, in denen Medaillen vergeben werden, soll mit Sportdress und Sportgerät zusammengestellt werden. |
| 152   | 11. Dez. 2004  | Nürnberg             | Karen Webb                                       | Andreas Köpke, Benjamin Auer           | 300 menschliche Weihnachtsbäume, in grün gekleidet und geschmückt mit Christbaumkugeln, Sternen, Lametta und mit Lichterketten behängt, sollen sich auf dem Jakobsplatz versammeln. |
| 153   | 22. Jan. 2005  | Hannover             | Oliver Pocher                                    | Gerald Asamoah                         | 1000 Hannoveraner sollen ihr Haar orange einsprühen lassen. |
| 154   | 19. Feb. 2005  | Erfurt               | Marco Schreyl                                    | Arne Friedrich                         | Ein Chor von 25 Professoren soll mit Unterstützung der Erfurter Philharmonie in Krokodilskostümen das Lied „Schni-Schna-Schnappi“ singen. |
| 155   | 19. März 2005  | Berlin               | Andrea Kiewel                                    | Oliver Bierhoff                        | 500 Zuschauer sollen Videoaufnahmen der vergangenen Shows aus Berlin mitbringen. |
| 156   | 14. Mai 2005   | Aspendos             | keine Stadtwette                                 | keine Stadtwette                       | keine Stadtwette |
| 157   | 1. Okt. 2005   | Dresden              | Katarina Witt                                    | Lukas Podolski, Bastian Schweinsteiger | Die Engel aus dem Bild der Sixtinischen Madonna von Raffael sollen von 200 Dresdnern auf dem Altmarkt in 100 Quadratmeter Größe nachgemalt werden. Die Vorlage wurde dafür in 200 kleine Teile zerlegt, von denen jeder dieser Ausschnitte vergrößert abgemalt werden musste.                                            |
| 158   | 5. Nov. 2005   | Mannheim             | Uwe Ochsenknecht                                 | Christian Wörns                        | 250 E-Gitarristen sollen am Mannheimer Wasserturm das Gitarrenriff von Smoke on the Water spielen. |
| 159   | 10. Dez. 2005  | Düsseldorf           | Verona Pooth                                     | Kevin Kurányi                          | 250 Japaner sollen auf dem Burgplatz in Düsseldorf den Schlager Wärst Du doch in Düsseldorf geblieben karaokemäßig darbieten. |
| 160   | 28. Jan. 2006  | Salzburg             | Ann-Kathrin Kramer, Harald Krassnitzer           | Marcell Jansen                         | 25 Nachwuchsmozarts unter 12 Jahren sollen sich mit ihren Instrumenten auf dem Residenzplatz versammeln, um mit Geige, Bratsche, Cello und Kontrabass die Kleine Nachtmusik zu spielen. |
| 161   | 4. März 2006   | Frankfurt am Main    | Susanne Fröhlich                                 | Miroslav Klose                         | Aus jedem der 32 Teilnehmerländer der Fußball-WM 2006 soll mindestens ein Staatsbürger auf den Römerberg kommen. |
| 162   | 1. April 2006  | Halle (Saale)        | Peter Sodann                                     | Oliver Bierhoff                        | In einem Straßenbahnwagen soll eine finnische Sauna aufgebaut werden, in der 40 Stadträte schwitzen und ein finnischer Staatsbürger als Schaffner einen Aufguss macht. |
| 163   | 30. Sept. 2006 | Karlsruhe            | Ralf Bauer                                       | Tim Lobinger                           | 50 Juristen in Robe sollen mit Partnerin bzw. Partner, in rot gekleidet, gemeinsam Tango tanzen. |
| 164   | 4. Nov. 2006   | Düsseldorf           | Cordula Stratmann                                | Britta Steffen                         | 100 Düsseldorfer sollen in Papier und Verpackungsmaterial gekleidet auf einen Laufsteg auf der Kö. |
| 165   | 9. Dez. 2006   | Bremen               | Karl Dall                                        | Timo Boll                              | Karl Dall soll mit DM-Münzen aufgewogen werden. Das Geld wurde einem guten Zweck gespendet. |
| 166   | 20. Jan. 2007  | Friedrichshafen      | Peter Sattmann                                   | Sylke Otto                             | 50 Personen sollen als Borat verkleidet im eiskalten Bodensee schwimmen. |
| 167   | 3. März 2007   | Dortmund             | Ralf Möller                                      | Florian Kehrmann                       | Aus Anlass des Oscargewinns des Films Das Leben der Anderen soll die Stadt 50 als Oscar verkleidete bzw. geschminkte (inkl. Glatze) Männer aufbringen. |
| 168   | 31. März 2007  | Freiburg im Breisgau | Dieter Thoma                                     | Heike Drechsler                        | Die Stadt soll 100 Toilettentüren aus Studentenwohngemeinschaften aufbringen. |
| 169   | 23. Juni 2007  | Palma                | keine Stadtwette                                 | keine Stadtwette                       | keine Stadtwette |
| 170   | 6. Okt. 2007   | Basel                | Marco Rima                                       | Nadine Angerer, Birgit Prinz           | Die Stadt soll den Münsterplatz in einen Großstadtdschungel verwandeln. Vorgaben waren 25 Basler als Tarzan sowie 25 Baslerinnen als Jane verkleidet, 25 echte sowie 25 verkleidete Urwaldtiere und an Urwald erinnernde Pflanzen.                                                                                       |
| 171   | 10. Nov. 2007  | Leipzig              | Das SOKO-Leipzig-Team                            | Mattias Ekström                        | Die Stadt soll 50 Kommissare jeweils als Gartenzwerg verkleidet aufbieten. |
| 172   | 8. Dez. 2007   | Graz                 | Mirjam Weichselbraun, Klaus Eberhartinger        | Ricco Groß                             | Die Stadt soll 44 Politiker (zwei Drittel der Mitglieder des Stadtrats), die Kaiserschmarrn backen, aufbieten. Mit 38 Politikern galt die Wette trotzdem als gewonnen. |
| 173   | 26. Jan. 2008  | Salzburg             | Toni Polster, Sepp Maier                         | Philipp Lahm                           | Anlässlich der Fußball-EM 2008 soll sowohl eine österreichische als auch eine deutsche Mannschaft gebildet werden. Nach dem Sieg der Österreicher (11:6) traten die beiden Mannschaften im „Ball hochhalten“ gegeneinander an. Wieder gewannen die Österreicher, und somit auch die Salzburger die Stadtwette.           |
| 174   | 1. März 2008   | Halle (Saale)        | Die Prinzen                                      | Felix Neureuther                       | 100 Hallenser sollen, gekleidet wie die britische Gruppe The Beatles (inklusive markanter Frisur) im Studio deren Song Yellow Submarine singen. Da nur 63 Personen gefunden werden konnten, verlor die Stadt. |
| 175   | 29. März 2008  | Erfurt               | Yvonne Catterfeld                                | Heide Ecker-Rosendahl, Danny Ecker     | 50 Erfurter sollen mit Badewanne, Badezuber oder ähnlichem auf dem Domplatz erscheinen und baden. |
| 193   | 12. Feb. 2011  | Halle (Saale)        | Paul Biedermann                                  |                                        | 500 Hallenser sollen auf dem Marktplatz von Halle – angelernt vom GlasBlasSing Quintett – auf (leeren) Glasflaschen ein Halleluja spielen. |
| 195   | 30. Apr. 2011  | Offenburg            | Christina Obergföll                              |                                        | 300 Offenburger sollen im Hochzeitsoutfit auf dem Fahrrad mit einer „Just Married“-Dosenkette erscheinen. |
| 200   | 6. Okt. 2012   | Düsseldorf           | Campino                                          |                                        | 500 bis 600 Düsseldorfer sollen mit Sprühfarbe eingesprüht vor dem Düsseldorfer Landtag das Logo des Fußballbundesligavereins Fortuna Düsseldorf nachbilden. |
| 201   | 3. Nov. 2012   | Bremen               | Jorge Gonzalez                                   |                                        | 100 Bremer sollen in Reitkleidung den Tanz zu dem Lied Gangnam Style aufführen. |
| 204   | 23. Feb. 2013  | Friedrichshafen      | Olivia Jones, Joey Heindle                       |                                        | 100 Männer sollen in Frauenkleidern zusammen mit Heino und Olivia Jones den Titel Junge singen. |
| 205   | 23. März 2013  | Wien                 | Mirjam Weichselbraun                             |                                        | Die Wiener sollen sich an berühmten Plätzen der Stadt filmen, wie sie einen Harlem Shake tanzen. Es mussten über 500 Videos eingesendet werden. |
| 207   | 5. Okt. 2013   | Bremen               | Harrison Ford                                    |                                        | 100 Bremer Beamte sollen sich als Indiana Jones verkleiden. Da jedoch nur 40 Beamte gefunden werden konnten, verlor die Stadt. |
| 208   | 9. Nov. 2013   | Halle (Saale)        | Stephanie Stumph                                 |                                        | Die Hallenser sollen einen 250 m² großen gelben Pullover als Hommage an Hans-Dietrich Genscher bilden. Dazu mussten sie sich etwas Gelbes anziehen oder gelbe Gegenstände mitbringen. |
| 209   | 14. Dez. 2013  | Augsburg             | Augsburger Puppenkiste                           |                                        | 25 Augsburger Pärchen sollen als Jim Knopf (mit schwarzer Farbe im Gesicht) und Lukas der Lokomotivführer (mit Blaumann und Prinz-Heinrich-Mütze) verkleidet in die Messehalle kommen. |
| 210   | 25. Jan. 2014  | Karlsruhe            | Regina Halmich                                   |                                        | 100 Karlsruher Bauarbeiter sollen in Arbeitskleidung den Titel YMCA singen. |
| 211   | 22. Feb. 2014  | Düsseldorf           | Janine Kunze, Frank Buschmann                    |                                        | Elf Männer der Prinzengarde Düsseldorf sollen mit Kamelle aufgewogen werden. |
| 213   | 4. Okt. 2014   | Erfurt               | Janin Reinhardt, Atze Schröder                   |                                        | 100 Erfurter sollen in Surfbekleidung und mit Surfbrett vor der Messe Erfurt erscheinen. |
| 214   | 8. Nov. 2014   | Graz                 | Mirjam Weichselbraun                             |                                        | Andreas Gabalier soll von möglichst vielen Grazern über den Grazer Hauptplatz mittels Stage Diving zu seinem Auftritt getragen werden. |

## Repräsentanten der Saalwette und Aktionspaten
| Folge | Datum         | Ort                   | Stadtpate | Aktionspate      | Wettthema · Gewonnen? Ja – Nein |
| ----- | ------------- | --------------------- | --- | ---------------- | --- |
| 1     | 14. Feb. 1981 | Düsseldorf            | |                  | Das Team der Sendung soll einen Blumenstrauß für jede Dame im Saal organisieren.                                                              |
| 2     | 4. Apr. 1981  | Mainz                 | Fünfzig Bräute in langen Kleidern sollen mit Handkäs mit Musik auf die Bühne kommen. |                  | |
| 3     | 16. Mai 1981  | Wien                  | Dreißig Männer, die am gleichen Tag Vater geworden sind, sollen auf der Bühne erscheinen. |                  | |
| 4     | 27. Juni 1981 | Siegen                | Ein Esel, ein Hund, eine Katze und ein Hahn – die Tiere der Bremer Stadtmusikanten – sollen auf die Bühne gebracht werden. |                  | |
| 5     | 19. Sep. 1981 | Böblingen             | Das Team der Sendung soll einen Silberpfeil-Oldtimer von Mercedes-Benz auf die Bühne bringen. |                  | |
| 6     | 31. Okt. 1981 | Kaiserslautern        | Elf Fußballspieler des 1. FC Kaiserslautern sollen auf der Bühne erscheinen. |                  | |
| 7     | 12. Dez. 1981 | Hagen                 | 30 als Weihnachtsmänner verkleidete Männer mit einem echten Bart von mindestens 15 cm Länge sollen auf der Bühne erscheinen. |                  | |
| 8     | 6. Feb. 1982  | Augsburg              | 50 Nonnen auf Fahrrädern sollen auf der Bühne erscheinen. |                  | |
| 9     | 3. Apr. 1982  | Mainz                 | Alle Passagiere einer Boeing 727, die am Abend in Frankfurt landet, sollen mit Gepäck auf der Bühne erscheinen. |                  | |
| 10    | 15. Mai 1982  | Siegen                | Zwanzig Polizisten auf Rollschuhen sollen auf der Bühne erscheinen. |                  | |
| 11    | 4. Sep. 1982  | Ludwigshafen am Rhein | 30 junge Bauern sollen ihre Schwiegermutter in einer Schubkarre in die Halle fahren. |                  | |
| 12    | 16. Okt. 1982 | Offenburg             | 25 italienische Pizzabäcker mit frisch gebackenen Pizzen sollen auf der Bühne erscheinen. |                  | |
| 13    | 11. Dez. 1982 | Hagen                 | 24 Pflegeeltern, die bereit sind, über Weihnachten Waisen- oder Heimkinder zu sich zu nehmen, sollen sich melden. Die Wette löste Diskussionen und Kritik aus, das ZDF habe Waisenkinder als oberflächliches Showelement instrumentalisiert. |                  | |
| 14    | 19. Feb. 1983 | Basel                 | Fünfzehn Schweizer Zöllner sollen in deutschen Zolluniformen erscheinen. |                  | |
| 15    | 16. Apr. 1983 | Augsburg              | Die Augsburger Puppenkiste soll einen Kurzauftritt absolvieren. |                  | |
| 16    | 28. Mai 1983  | Saarbrücken           | Zehn Menschen mit Sonnenbrand sollen auf der Bühne erscheinen. |                  | |
| 17    | 3. Sep. 1983  | Berlin                | Fünf Tankwarte sollen sich bereit erklären, einen Tag lang Benzin für 99 Pfennig/Liter zu verkaufen. |                  | |
| 18    | 15. Okt. 1983 | Mainz                 | Ein Chinese soll zusammen mit der Spider Murphy Gang auf Chinesisch „Am Brunnen vor dem Tore“ singen. |                  | |
| 19    | 10. Dez. 1983 | Wiesbaden             | Zwanzig Stewardessen von fünf verschiedenen Fluggesellschaften sollen als Engel verkleidet erscheinen und Vom Himmel hoch, da komm ich her singen.                                                                                           |                  | |
| 20    | 18. Feb. 1984 | Ludwigshafen am Rhein | In Anspielung auf den zeitgleich erscheinenden Film sollen zehn Doppelgänger von Didi Hallervorden erscheinen. |                  | |
| 21    | 14. Apr. 1984 | Saarbrücken           | Sieben Menschen, deren Nachname jeweils ein Tag der Woche ist, sollen sich einfinden. |                  | |
| 22    | 19. Mai 1984  | Kiel                  | Der Landwirtschaftsminister von Schleswig-Holstein Günter Flessner soll auf der Bühne einen Liter Milch melken. |                  | |
| 23    | 1. Sep. 1984  | Ravensburg            | 15 Großmütter, die nicht älter als 40 Jahre sind, sollen mit einem Kinderwagen erscheinen. |                  | |
| 24    | 27. Okt. 1984 | Mainz                 | Das Team der Sendung soll einen Rhein-Schiffsführer zum Anhalten bringen, der Junge, komm bald wieder singt. |                  | |
| 25    | 15. Dez. 1984 | Bremen                | Fünf Menschen, die am 24. Dezember Geburtstag haben, und deren Eltern Maria und Josef heißen, sollen erscheinen. |                  | |
| 26    | 9. Feb. 1985  | Dortmund              | Das Gewicht des Saalkandidaten Heinz Martin Veldhüsen (135 kg) soll in Ping-Pong-Bällen aufgewogen werden. |                  | |
| 27    | 30. März 1985 | Innsbruck             | Zehn Zwillingspaare, die ein anderes Zwillingspaar geheiratet haben, sollen erscheinen. |                  | |
| 28    | 18. Mai 1985  | Saarbrücken           | Fünf Damen ab 65, die den Führerschein Klasse 1 besitzen, sollen mit Motorrad auf die Bühne kommen. |                  | |
| 29    | 21. Sep. 1985 | Basel                 | Zehn Bankdirektoren sollen als Punks verkleidet auf die Bühne kommen. |                  | |
| 30    | 26. Okt. 1985 | Böblingen             | Eine Kompanie samt Kompaniechef soll als Laternenzug aufmarschieren und das Lied Laterne, Laterne singen. |                  | |
| 31    | 14. Dez. 1985 | Hannover              | Zehn Hannoveraner sollen in Lederhosen für den anwesenden Franz Josef Strauß Schuhplattler tanzen. |                  | |
| 32    | 15. Feb. 1986 | Offenburg             | Das Team der Schwarzwaldklinik samt Chefarzt soll in Tracht auf die Bühne kommen. |                  | |
| 33    | 12. Apr. 1986 | Saarbrücken           | Zwanzig Pastoren auf Skateboards sollen erscheinen. |                  | |
| 34    | 10. Mai 1986  | Dortmund              | Zehn Friseurmeister sollen sich von ihren Lehrlingen einen Irokesenschnitt schneiden lassen. |                  | |
| 35    | 27. Sep. 1986 | Basel                 | Zehn Frauen sollen als Prinz Charles und zehn Männer als Lady Diana verkleidet auf die Bühne kommen. |                  | |
| 36    | 8. Nov. 1986  | Linz                  | Zwanzig Linzer Richter sollen in Sträflingskleidung und mit Wasser und Brot erscheinen. |                  | |
| 37    | 13. Dez. 1986 | Hagen                 | Zehn als Engel verkleidete Hebammen sollen Ihr Kinderlein, kommet singen. |                  | |
| 38    | 21. Feb. 1987 | Bremerhaven           | Zehn Fischer mit dem Namen Fritz Fischer sollen mit einem Fisch in der Hand erscheinen und den Zungenbrecher „Fischers Fritze fischt frische Fische“ aufsagen.                                                                               |                  | |
| 39    | 4. Apr. 1987  | Berlin                | Dieter Hallervorden soll für die Sendung seine laufende Vorstellung unterbrechen und in der Deutschlandhalle mit seinem Ensemble einen Sketch spielen.                                                                                       |                  | |
| 40    | 26. Sep. 1987 | Hof                   | Zum Debüt von Thomas Gottschalk gab es erstmals keine Saalwette. Nach Zuschauerprotesten wurde sie in der nächsten Sendung wieder eingeführt.                                                                                                |                  | |
| 41    | 31. Okt. 1987 | Kiel                  | Zehn Förster, die ohne Hilfsmittel den Brunftschrei eines Hirschen imitieren können, sollen gefunden werden. |                  | |
| 42    | 28. Nov. 1987 | Saarbrücken           | Zehn Bodybuilderinnen sollen je einen Mann aus dem Publikum auf Händen tragen. |                  | |
| 43    | 20. Dez. 1987 | Ludwigshafen am Rhein | Zwanzig Spielzeughändler sollen als Tannenbaum verkleidet und mit Spielzeug erscheinen. |                  | |
| 44    | 23. Jan. 1988 | Basel                 | Kurt Felix soll als Wilhelm Tell verkleidet aus zehn Meter Entfernung mit einer Armbrust einen Apfel treffen. |                  | |
| 45    | 27. Feb. 1988 | Bremerhaven           | Das Wohnzimmer von Oberbürgermeister Karl Willms soll auf die Bühne gebracht werden. |                  | |
| 46    | 2. Apr. 1988  | Berlin                | 20 Mitglieder der Berliner Philharmoniker sollen als Osterhasen verkleidet Das ist die Berliner Luft spielen. Dirigent soll Eberhard Diepgen sein.                                                                                           |                  | |
| 47    | 14. Mai 1988  | Münster               | Das Team der Sendung soll zehn Zahnärzte aus Münster finden, die eine Zahnlücke haben, durch die sie La Paloma pfeifen können. |                  | |
| 48    | 3. Sep. 1988  | Stuttgart             | 30 Mitglieder aus Ballettschulen sollen mit Gottschalk Dirty Dancing tanzen. |                  | |
| 49    | 8. Okt. 1988  | Linz                  | Zehn Reisende in einem durch Linz fahrenden Schnellzug sollen ihre Weiterfahrt für die Sendung unterbrechen und auf die Bühne kommen. |                  | |
| 50    | 5. Nov. 1988  | Duisburg              | Zehn Oldtimer, die so alt sind wie ihre Besitzer, sollen auf die Bühne gebracht werden. |                  | |
| 51    | 3. Dez. 1988  | Hagen                 | Zehn Politessen, die einen Strafzettel bekommen haben, sollen gefunden werden. |                  | |
| 52    | 28. Jan. 1989 | Offenburg             | Dieter Thomas Heck und Sigi Harreis sollen als Max & Moritz verkleidet, sowie vier französische Grenzbeamte in Uniform und mit Schlagbaum erscheinen.                                                                                        |                  | |
| 53    | 4. März 1989  | Hof                   | Zehn Pfarrer sollen mit ihren Haushälterinnen auf Motorrädern einfahren. |                  | |
| 54    | 8. Apr. 1989  | Saarbrücken           | 25 Damen mit Petticoat und Motorroller sollen Rock'n'Roll tanzen. |                  | |
| 55    | 13. Mai 1989  | Innsbruck             | Zehn kahlköpfige Friseure sollen mit Langhaardackeln erscheinen und Der Mai ist gekommen singen. |                  | |
| 56    | 10. Juni 1989 | Dortmund              | Ein Besitzer eines Mercedes-Benz soll sich bereit erklären, sein Auto gegen das Rennrad des Saalkandidaten zu tauschen. |                  | |
| 57    | 30. Sep. 1989 | Oldenburg (Oldb)      | Das Duo Klaus und Klaus soll in Badehose auf einem Pferd sitzend „Da steht ein Pferd auf dem Flur“ singen. |                  | |
| 58    | 4. Nov. 1989  | Basel                 | Drei Chefs von Chemieunternehmen sollen als Engel verkleidet mit zwei lebenden Fischen erscheinen. |                  | |
| 59    | 9. Dez. 1989  | Hannover              | Der Vater der Freundin des Saalkandidaten soll samt Geburtstagsgesellschaft auf die Bühne gebracht werden, damit der Saalkandidat um die Hand dessen Tochter anhalten kann.                                                                  |                  | |
| 60    | 6. Jan. 1990  | Wiesbaden             | 80 Pizzabäcker aus dem Umkreis sollen mit je zehn verschiedenen Pizzen auf die Bühne zu bekommen, so dass jeder Zuschauer ein Stück erhält.                                                                                                  |                  | |
| 61    | 3. März 1990  | Duisburg              | Die Saalkandidatin soll mit gasbefüllten Luftballons zum Schweben gebracht werden. |                  | |
| 62    | 7. Apr. 1990  | Hof                   | Fünf ehemalige Lehrer von Gottschalk sollen einen lustigen Vierzeiler über ihren ehemaligen Schüler vortragen. |                  | |
| 63    | 15. Sep. 1990 | Saarbrücken           | Zehn bis vor Gericht zerstrittene Nachbarn sollen mit Gerichtsurteil erscheinen und sich per Handschlag versöhnen. |                  | |
| 64    | 3. Nov. 1990  | Linz                  | Linzer Konditoren sollen eine so große Linzer Torte backen, dass alle im Saal davon essen können. |                  | |
| 65    | 15. Dez. 1990 | Emden                 | Fünf alte Klassenkameraden von Otto Waalkes und ihre damalige Freundinnen sollen gefunden werden. |                  | |
| 66    | 2. März 1991  | Duisburg              | Zehn Manta-Fahrer, die Manni heißen und eine Friseuse als Freundin haben, sollen erscheinen. |                  | |
| 67    | 13. Apr. 1991 | Berlin                | 15 Bauchredner sollen erscheinen, deren Puppen Das ist die Berliner Luft singen. |                  | |
| 68    | 29. Juni 1991 | Xanten                | Open-Air-Sonderausgabe, keine Saalwette |                  | |
| 69    | 21. Sep. 1991 | Saarbrücken           | Zehn Lehrer mit Ranzen, Schultüte und Pudelmütze sollen mit einem ehemaligen Schulzeugnis nachweisen, dass sie einmal eine Sechs hatten. |                  | |
| 70    | 2. Nov. 1991  | Basel                 | Eine Straßenbahn soll von Graffiti-Künstlern bemalt werden und anschließend für den nächsten Tag wieder einsatzbereit gemacht werden. |                  | |
| 71    | 14. Dez. 1991 | Kiel                  | Drei Schiffskapitäne in einer mit Wasser gefüllten Wanne sitzend, von je sechs Matrosen getragen, sollen „In meiner Badewanne bin ich Kapitän“ singen.                                                                                       |                  | |
| 72    | 25. Jan. 1992 | Saarbrücken           | Zehn ehemalige saarländische Schönheitsköniginnen sollen in ihrer Berufskleidung „Kann denn Liebe Sünde sein“ singen. |                  | |
| 73    | 22. Feb. 1992 | Emden                 | Das Kreuzfahrtschiff Zenith soll am Auslaufen zur Probefahrt gehindert werden und die Besatzung auf die Bühne kommen. |                  | |
| 74    | 28. März 1992 | Hof                   | Wärschtlamänner sollen den gesamten Saal mit Würstchen versorgen. |                  | |
| 75    | 2. Mai 1992   | Innsbruck             | Zehn Medaillengewinner der Olympischen Winterspiele 1992 in Albertville sollen erscheinen. |                  | |
| 76    | 26. Sep. 1992 | Bremerhaven           | Drei Fischer mit je einem Eimer Wattwürmer sollen „Wat wären wir ohne Wattwürmer“ singen. |                  | |
| 77    | 7. Nov. 1992  | Basel                 | 15 Leute sollen ihre Perücke auf der Bühne ausziehen. |                  | |
| 78    | 5. Dez. 1992  | Aschaffenburg         | Der Oberbürgermeister Willi Reiland und zehn Stadträte von Aschaffenburg sollen in Shorts, Hawaiihemd und Sonnenbrille mit ihren Frauen Lambada tanzen.                                                                                      |                  | |
| 79    | 23. Jan. 1993 | Saarbrücken           | Zehn Müllmänner sollen als Gelbe Säcke verkleidet auf die Bühne kommen, mit Umweltminister Klaus Töpfer im elften Müllsack. |                  | |
| 80    | 20. März 1993 | Koblenz               | Der letzte Cadillac von Elvis Presley und 10 Koblenzer, die eine Elvis-Tolle tragen, sollen erscheinen. |                  | |
| 81    | 17. Apr. 1993 | Innsbruck             | Das Team der Sendung soll so viel Schnee in die Halle bringen, damit die prominenten Gäste damit einen Schneemann bauen können. |                  | |
| 82    | 18. Sep. 1993 | Hof                   | Zehn Ehepaare, die in der Hofer Lindenstraße wohnen, sollen erscheinen. Die anwesende Annemarie Wendl soll über sie eine Klatschgeschichte erzählen.                                                                                         |                  | |
| 83    | 23. Okt. 1993 | Emden                 | 15 Landwirte mit Skateboard, Huhn und einer Palette Eiern sollen das Lied Der Eiermann singen. |                  | |
| 84    | 27. Nov. 1993 | Rostock               | Spieler und Präsidium von Hansa Rostock sollen O Tannenbaum singen. |                  | |
| 85    | 15. Jan. 1994 | Linz                  | Ein großer Löschzug der Linzer Feuerwehr soll mit Freibier für das ganze Publikum gefüllt werden. |                  | |
| 86    | 12. März 1994 | Hof                   | Fünf Brautpaare, die am gleichen Tag geheiratet haben, sollen mit vertauschten Kleidern und ihrer Schwiegermutter im Schubkarren auf die Bühne kommen.                                                                                       |                  | |
| 87    | 16. Apr. 1994 | Saarbrücken           | Zehn Doppelgänger von Helge Schneider mit Katzenklo und Katze sollen Katzeklo singen. |                  | |
| 88    | 28. Mai 1994  | Hannover              | Zehn Omas über 70 Jahre sollen im Lederanzug auf Harley-Davidson-Motorrädern einfahren. |                  | |
| 89    | 17. Sep. 1994 | Köln                  | Die Stadt Köln soll den Karnevalsbeginn auf den 17. September vorverlegen. |                  | |
| 90    | 29. Okt. 1994 | Duisburg              | Die Mannschaft des MSV Duisburg soll mit je einem Hamburger erscheinen. |                  | |
| 91    | 10. Dez. 1994 | Basel                 | Das Organisationskomitee der Stadt soll im Theater Basel in der Nussknackersuite kurz auftreten. |                  | |
| 92    | 14. Jan. 1995 | Offenburg             | Ein Brautpaar soll in der Sendung heiraten. |                  | |
| 93    | 18. Feb. 1995 | Ravensburg            | Das im 19. Jahrhundert abgebrochene Ravensburger Kästlinstor soll am Originalstandort aus Papier nachgebaut werden. |                  | |
| 94    | 18. März 1995 | Bremerhaven           | Die Weltmeister im Lateinamerikanischen Tanz von 1985, Andrea und Horst Baer, sollen ihren Originaltanz tanzen. |                  | |
| 95    | 29. Apr. 1995 | Innsbruck             | Vor der Halle soll ein Maibaum errichtet werden, der anschließend von einem Stadtrat bestiegen werden soll. |                  | |
| 96    | 7. Okt. 1995  | Emden                 | Ein Mitglied der Kelly Family soll sich bereit erklären, sich die Haare abschneiden zu lassen. |                  | |
| 97    | 4. Nov. 1995  | Duisburg              | Roberto Blanco und Arabella Kiesbauer sollen einen Lambada zu tanzen. Außerdem soll Freibier für das Saalpublikum organisiert werden. |                  | |
| 98    | 9. Dez. 1995  | Rostock               | Fünf Politiker sollen das Lied „(Du musst ein) Schwein sein“ der Prinzen singen. |                  | |
| 99    | 13. Jan. 1996 | Bremerhaven           | Zwanzig Mitarbeiter der Deutschen Telekom sollen Wer soll das bezahlen? singen. |                  | |
| 100   | 30. März 1996 | Düsseldorf            | Gottschalk wettet, dass er es schafft, den Jaguar von Heinz Rühmann zugunsten der Aktion Menschen für Menschen für 50 000 DM zu versteigern.                                                                                                 |                  | |
| 101   | 9. Nov. 1996  | Basel                 | Zwanzig Ordensschwestern aus dem Kloster St. Chrischona sollen zur Sister-Act-Filmmusik tanzen. |                  | |
| 102   | 7. Dez. 1996  | Hannover              | Staatsbürger von 50 Expo-Ländern samt ihrer Nationalflagge sollen „We are the World“ singen, dirigiert von Hannovers Oberbürgermeister Schmalstieg und dem Expo-Vorsitzenden Diener.                                                         |                  | |
| 103   | 18. Jan. 1997 | Böblingen             | 20 Finanzbeamte, die noch dickere Augenbrauen haben als Theo Waigel, sollen erscheinen. |                  | |
| 104   | 22. Feb. 1997 | Münster               | Zwanzig Blondinen mit mindestens drei Einser im Schulzeugnis sollen erscheinen. |                  | |
| 105   | 22. März 1997 | Wien                  | Der „Vignetten-Mann“ des Radiosenders Ö3, Robert Kratky, und 25 weitere Vignetten-Männer sollen zur Musik von Schwanensee tanzen. |                  | |
| 106   | 8. Nov. 1997  | Leipzig               | Fünf Trabis mit Baujahr 1957 sollen samt ihren Erstbesitzern einfahren. |                  | |
| 107   | 13. Dez. 1997 | Mannheim              | 22 Chefsekretärinnen sollen als Miss Moneypenny verkleidet den anwesenden James-Bond-Darsteller Pierce Brosnan küssen. |                  | |
| 108   | 24. Jan. 1998 | Bremen                | 20 Kinobesucher, die zum Zeitpunkt der Sendung den Film Titanic sehen, sollen dazu gebracht werden, in Schwimmwesten und nasser Kleidung auf die Bühne zu kommen.                                                                            |                  | |
| 109   | 28. Feb. 1998 | Duisburg              | Gottschalk soll sich die Haare schwarz färben lassen – in Anlehnung an Madonnas Single Frozen (Madonna war musikalischer Gast der Sendung).                                                                                                  |                  | |
| 110   | 28. März 1998 | Frankfurt am Main     | Der früherer Eintracht-Trainer Stepanović die zwei Wochen zuvor erfolgte berühmte Wutrede von Bayern-Trainer Trapattoni nachmachen. |                  | |
| 111   | 10. Okt. 1998 | Oldenburg (Oldb)      | Ein Bodypainter soll dem Hallenchef und dem Oberbürgermeister Jürgen Poeschel das Wetten, dass..?-Logo auf die Brust malen. |                  | |
| 112   | 7. Nov. 1998  | Linz                  | Elf Fußballspieler des Linzer ASK sollen mit Verona Feldbusch in die Badewanne steigen. |                  | |
| 113   | 5. Dez. 1998  | Erfurt                | Zwölf Thüringer Abgeordnete sollen als Nikolaus verkleidet ihre Schwiegermutter im Sack auf dem Rücken hereintragen. |                  | |
| 114   | 23. Jan. 1999 | Augsburg              | Die Eishockeyspieler der Augsburger Panther sollen auf der Bühne strippen. |                  | |
| 115   | 20. Feb. 1999 | Münster               | Ein Team von Dortmunder Verwaltungsangestellten soll gegen Kollegen aus Münster im Beamtendreikampf Knicken-Lochen-Abheften gewinnen. |                  | |
| 116   | 20. März 1999 | Saarbrücken           | Drei saarländische Oberbürgermeister mit ihrer Praktikantin, die Monika heißt, dunkle Haare hat und eine Zigarre raucht, sollen erscheinen.                                                                                                  |                  | |
| 117   | 17. Juli 1999 | Palma                 | Nina Ruge, Birgit Schrowange und Frauke Ludowig sollen dazu überredet werden, sich die Haare in den spanischen Nationalfarben (rot-gelb-rot) färben zu lassen.                                                                               |                  | |
| 118   | 16. Okt. 1999 | Dornbirn              | Zwanzig Frauen über 40 Jahre, die ein Bauchnabel-Piercing besitzen, sollen erscheinen. |                  | |
| 119   | 13. Nov. 1999 | Berlin                | Je 33 Mitarbeiter von McDonald’s und Burger King sollen auf der Bühne jeweils einen Burger der Konkurrenz essen und sagen, wie er schmeckt.                                                                                                  |                  | |
| 120   | 11. Dez. 1999 | Böblingen             | Drei Daimler-Vorstände im Blaumann sollen im Trabi auf die Bühne fahren. |                  | |
| 121   | 29. Jan. 2000 | Leipzig               | Drei Papageien sollen das Wort Maschen-Draht-Zaun aussprechen. |                  | |
| 122   | 26. Feb. 2000 | Köln                  | Je ein Mitglied von BAP, Bläck Fööss und der Millowitsch-Familie sollen auf einem Karnevalswagen in die Halle fahren und Mer losse d’r Dom en Kölle singen.                                                                                  |                  | |
| 123   | 25. März 2000 | Duisburg              | 15 Software-Experten aus Nicht-EU-Staaten sollen den Schlager „Von den blauen Bergen kommen wir“ singen. |                  | |
| 124   | 14. Okt. 2000 | Hannover              | 66 Personen mit Familiennamen Schröder sollen mit zehn verschiedenen Bierflaschen auf die Bühne kommen und „Ho mir ma ne Flasche Bier“ von Stefan Raab singen.                                                                               |                  | |
| 125   | 11. Nov. 2000 | Freiburg im Breisgau  | In Anspielung auf die US-Präsidentschaftswahl 2000 sollen drei Amerikaner alle Sitze im Saal zählen und dabei als Ergebnis auf ein und dieselbe Zahl kommen.                                                                                 |                  | |
| 126   | 9. Dez. 2000  | Basel                 | Zehn Menschen sollen sich bereit erklären, sich das „Wetten, dass..?“-Logo tätowieren zu lassen. |                  | |
| 127   | 20. Jan. 2001 | Bremen                | 50 Menschen sollen auf die Bühne gebracht werden, die ein Trikot von Lothar Matthäus oder Diego Maradona tragen, ein Kochbuch von Alfred Biolek und eine CD von Sabrina Setlur mitbringen und die Aktie Gelb gezeichnet haben.               |                  | |
| 128   | 17. Feb. 2001 | Göttingen             | 15 Professoren sollen samt einem Jugendfoto erscheinen, das sie als Teilnehmer einer Demo zeigt. |                  | |
| 129   | 17. März 2001 | Dornbirn              | Eine Wette aus den letzten zwanzig Jahren „Wetten, dass..?“ soll nachgestellt werden. |                  | |
| 176   | 4. Okt. 2008  | Nürnberg              | | Britta Heidemann | Zehn Nürnberger sollen mit zwei normalen Nürnberger Bratwürsten stricken.                                                                     |
| 177   | 8. Nov. 2008  | Berlin                | Joja Wendt | Felix Sturm      | Ein Berliner Kind bis zum Alter von 15 Jahren soll den Flohwalzer schneller spielen als die siebenjährige Pauline Knaust.                     |
| 178   | 13. Dez. 2008 | Stuttgart             | Christoph Jäger | Ina Menzer       | Ein Mensch soll sich tanzenderweise die Hose anziehen, ohne dabei die Hände zu benutzen.                                                      |
| 179   | 24. Jan. 2009 | Offenburg             | Magnus Johannes Großmann | Britta Steffen   | Ein Erwachsener aus Offenburg und Umgebung soll eine Strecke von 100 Metern schneller auf allen vieren laufen als Magnus Johannes Großmann.   |
| 180   | 28. Feb. 2009 | Düsseldorf            | Robert Müller | Kati Wilhelm     | Ein Erwachsener aus Düsseldorf soll über sein eigenes Bein springen.                                                                          |
| 181   | 21. März 2009 | München               | Alfons Schuhbeck | Maria Riesch     | Ein Mensch aus München soll Pfannen zusammenrollen können.                                                                                    |
| 182   | 13. Juni 2009 | Palma                 | Ralf Möller | Timo Scheider    | Ein Mensch mit einem Bauchumfang von mindestens 100 cm soll per Kopfsprung durch einen Schwimmreifen mit einem Radius von nur 23 cm springen. |

## Lanz-Challenge

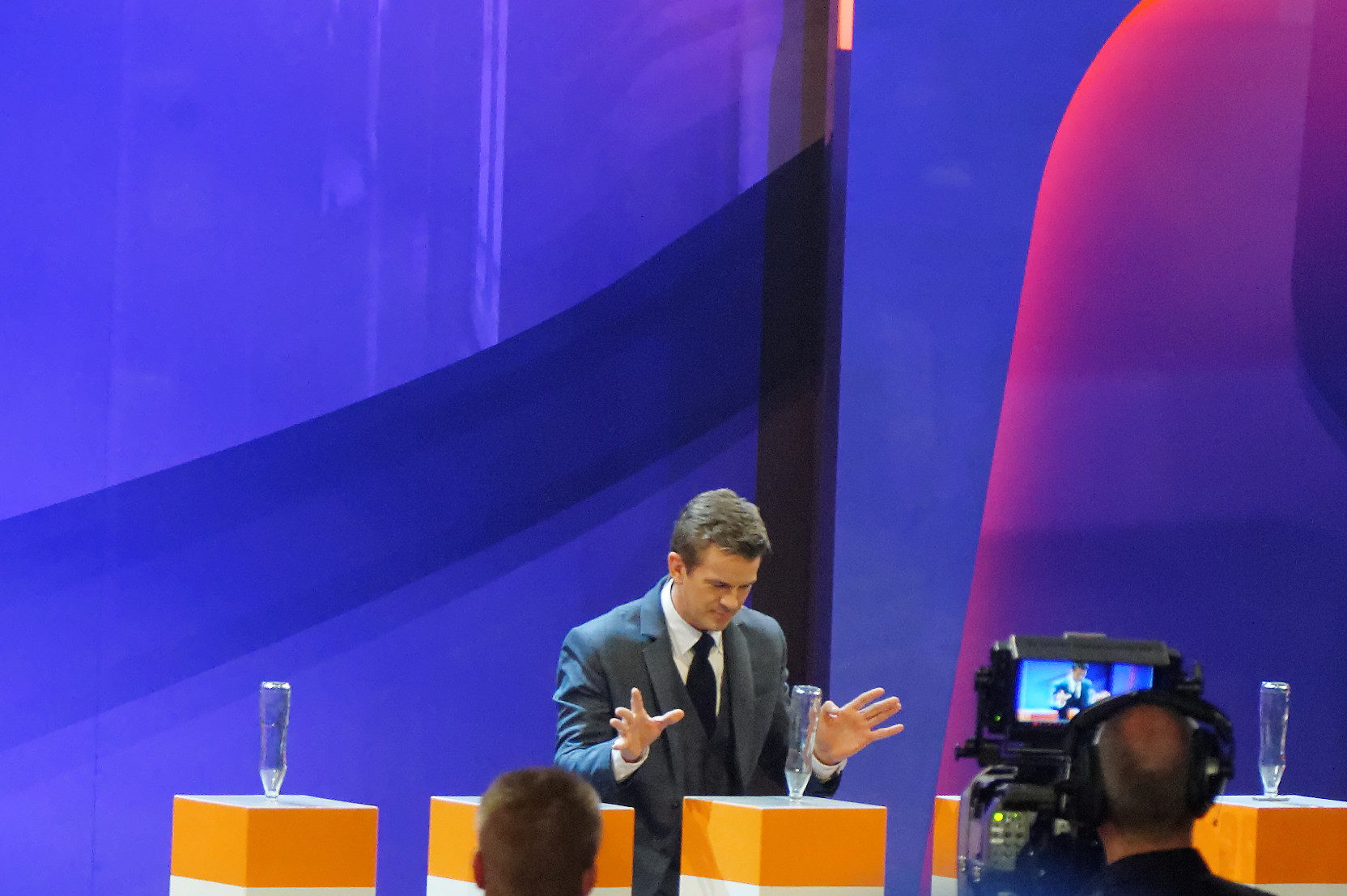
Lanz-Challenge am 23. März 2013

In der ersten Sendung mit Markus Lanz am 6. Oktober 2012 in Düsseldorf fand zum ersten Mal die sogenannte Lanz-Challenge statt. In jeder dieser Challenges wurde ein Preis ausgeschrieben. Gewann der Publikumskandidat, erhielt er eine Reise. Zur Sommerpause 2013 wurde die Lanz-Challenge wieder eingestellt. Markus Lanz hat eine positive Bilanz von 4:3.
| Challenge | Challenge     | Challenge            | Challenge | Challenge                                           |
| Nr.       | Datum         | Ort                  | Aufgabe | Sieger                                              |
| --------- | ------------- | -------------------- | --- | --------------------------------------------------- |
| 1         | 6. Okt. 2012  | Düsseldorf           | Mehr Liegestütz in einer Minute mit Bierkisten auf dem Rücken als der Gegner schaffen | Publikumskandidat (mit Joker)                       |
| 2         | 3. Nov. 2012  | Bremen               | Schneller drei Runden Sackhüpfen um die Bremer Stadtmusikanten als der Gegner absolvieren | Markus Lanz                                         |
| 3         | 8. Dez. 2012  | Freiburg im Breisgau | Schneller drei Bäume umsägen, sie verpacken und auf einen Wagen laden als der Gegner | Markus Lanz                                         |
| 4         | 19. Jan. 2013 | Offenburg            | Ich packe in meinen Koffer und nehme mit...: Gegenstände aufzählen und währenddessen auf einem Rudergerät trainieren. Wer zuerst einen Fehler beim Aufzählen macht, verliert. | Markus Lanz                                         |
| 5         | 23. Feb. 2013 | Friedrichs- hafen    | Mithilfe des Luftstroms eines aufgeblasenen Luftballons mehr Minigolfbälle in ein Loch befördern als der Gegner | Markus Lanz                                         |
| 6         | 23. März 2013 | Wien                 | Feuerzeuge mit dem Finger so wegschnippen, dass eine auf dem Kopf auf dem Feuerzeug stehende Flasche stehen bleibt. Bei wem nach 30 Sekunden mehr Flaschen stehen bleiben, gewinnt. | Publikumskandidat                                   |
| 7         | 8. Juni 2013  | Palma de Mallorca    | Limbo tanzen. Wer die niedrigste Höhe schafft, gewinnt. Markus Lanz und Assistentin Cindy wurden sich aber mit der Publikumskandidatin nicht über die Regeln einig. Außerdem gab es starke Unmutsbekundungen des Publikums gegen die Kandidatin. Daher spielte Lanz gegen Howard Carpendale, der als Joker für die Limbo-Kandidatin angetreten war, eine Runde Kugelstoßen. | Publikumskandidat (mit Howard Carpendale als Joker) |